# Mazda 323
Der Mazda 323 war ein Fahrzeug der Kompaktklasse von Mazda und wurde von Anfang 1977 bis Herbst 2003 in sechs Generationen produziert. In Japan hieß das Modell Mazda Familia und in Nordamerika wurde er anfangs Mazda GLC genannt.
Ab 2002 wurden bei Mazda die Zahlen in der Modellpalette umgestellt. Der Nachfolger des 323 kam Ende Oktober 2003 auf den Markt. Er hieß nun Mazda3.

## 323 (FA4, 1977–1980)
Im Januar 1977 wurde die erste Generation des 323 (werksinterne Bezeichnung: FA4) von Mazda vorgestellt. Die Modellreihe ersetzte den über zehn Jahre gebauten Mazda 1000/1300. Im Gegensatz zu seinem Vorgänger hatte der 323 eine Schrägheck-Karosserie. Er kam zunächst mit drei bzw. fünf Türen auf den Markt. Im September 1977 folgte der drei- oder fünftürige Kombi 323 Variabel.
Im Angebot waren Vierzylinder-Motoren von 1,0 bis 1,4 Litern Hubraum mit (in Japan) 33 bis 60,5 kW (45 bis 82 PS), die ihre Kraft auf die Hinterräder übertrugen.
In Deutschland erfolgte die Einführung im Februar 1977 zu Preisen von anfangs 8.490 DM (323/1000) bis 11.390 DM (323/1300 Kombi). Das Sportmodell SP wurde ausschließlich mit drei Türen und einem in Europa 51,5 kW/70 PS starken 1,4-Liter-Motor geliefert. Es ist an gelb-roten Rallye-Streifen, mattschwarzen Stoßstangen und bunt karierten Sitzstoffen zu erkennen.

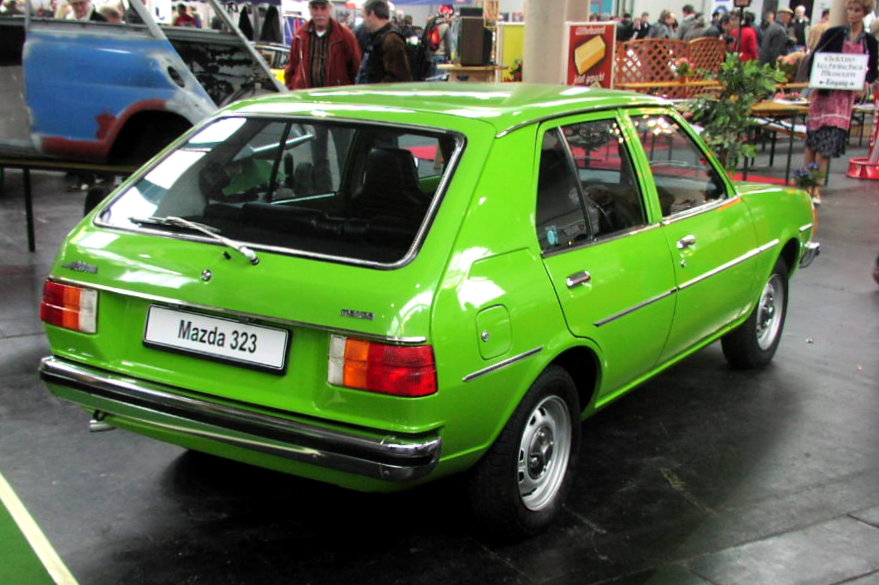
Heckansicht
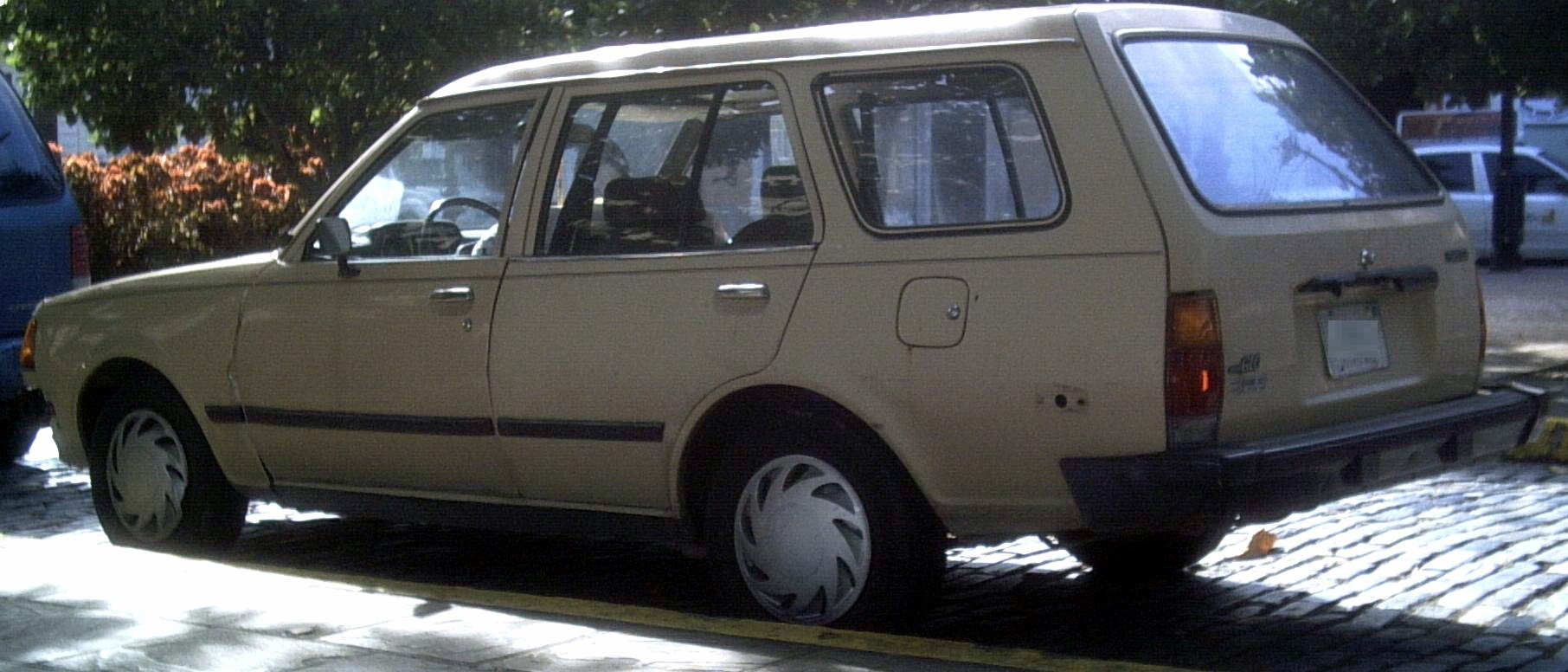
Mazda 323 Variabel (1977–1979)

Im Rahmen eines Facelifts erhielt der 323 im Sommer 1979 rechteckige H4-Scheinwerfer sowie größere Rückleuchten. Die Teilledersitze (Kunstleder) mit ihrem Karomuster und integrierten Kopfstützen wurden von Velourssitzen mit verstellbaren Kopfstützen abgelöst.
In Japan hieß das Modell Familia, in den USA wurde der 323 als GLC verkauft. Diese Abkürzung steht für „Great Little Car“.

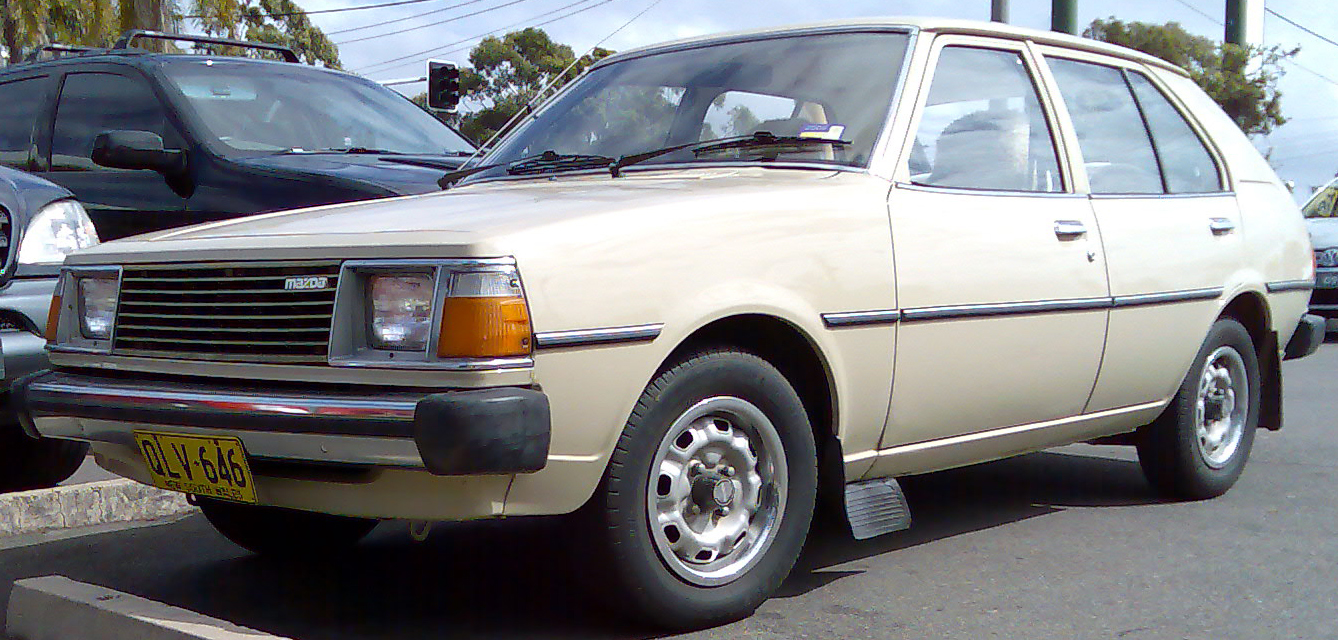
Mazda 323 Schrägheck (1979–1980)
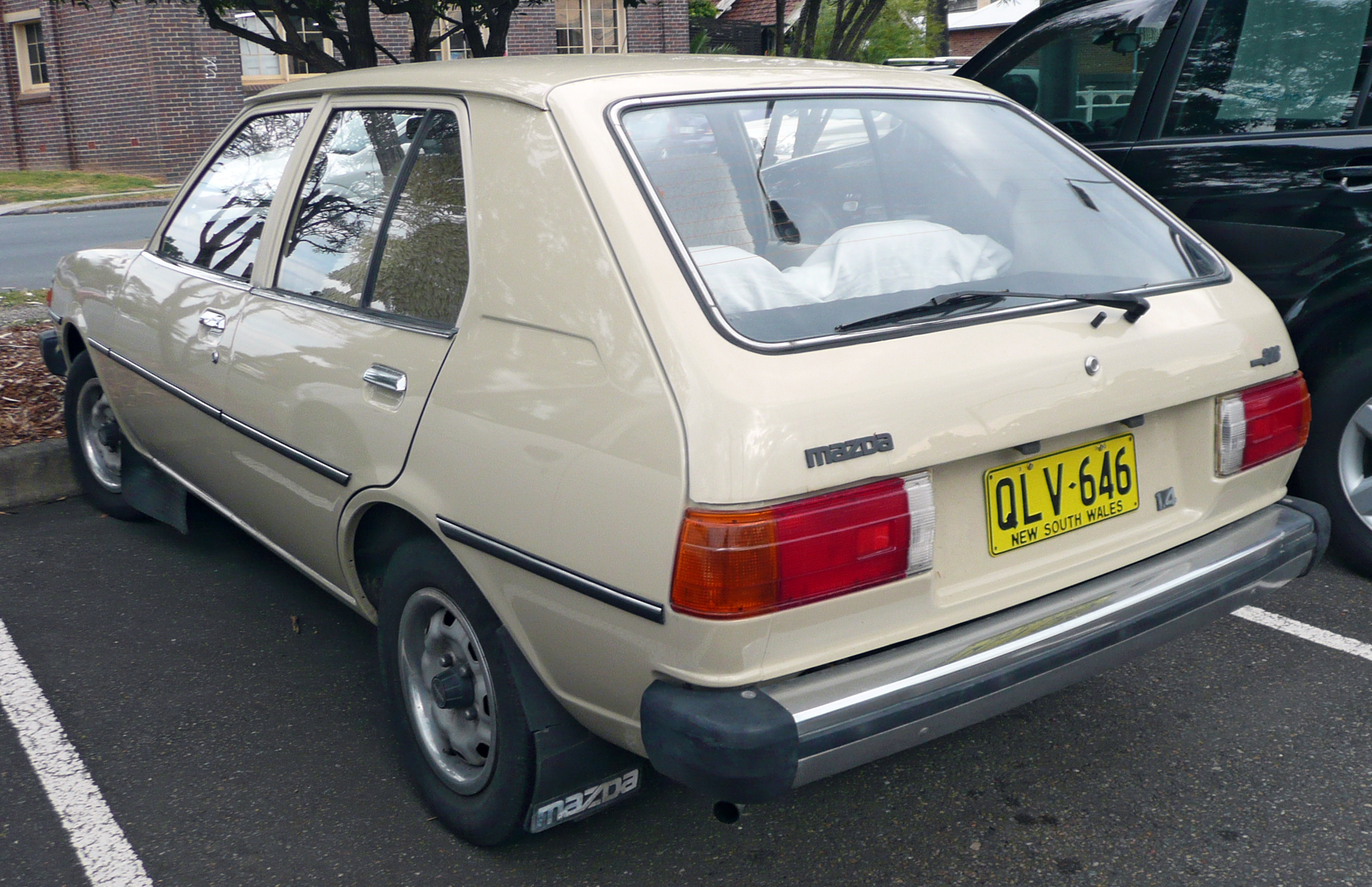
Heckansicht

| Mazda 323:                    | 1000                                                                          | 1300                                                                          | 1400 SP                                                                       |
| ----------------------------- | ----------------------------------------------------------------------------- | ----------------------------------------------------------------------------- | ----------------------------------------------------------------------------- |
| Motor:                        | 4-Zylinder-Reihenmotor (Viertakt), vorne                                      | 4-Zylinder-Reihenmotor (Viertakt), vorne                                      | 4-Zylinder-Reihenmotor (Viertakt), vorne                                      |
| Hubraum:                      | 985 cm³                                                                       | 1272 cm³                                                                      | 1416 cm³                                                                      |
| Bohrung × Hub:                | 70 mm × 64 mm                                                                 | 73 mm × 76 mm                                                                 | 77 mm × 76 mm                                                                 |
| Leistung bei 1/min:           | 33 kW (45 PS) bei 5500                                                        | 44 kW (60 PS) bei 5500                                                        | 51,5 kW (70 PS) bei 5700                                                      |
| Max. Drehmoment bei 1/min:    | 70 Nm bei 3000                                                                | 93 Nm bei 3500                                                                | 112 Nm bei 3200                                                               |
| Verdichtung:                  | 8,8 : 1                                                                       | 9,2 : 1                                                                       | 9,0 : 1                                                                       |
| Gemischaufbereitung:          | 1 Fallstrom-Registervergaser                                                  | 1 Fallstrom-Registervergaser                                                  | 1 Fallstrom-Registervergaser                                                  |
| Ventilsteuerung:              | hängende Ventile (obenliegende Nockenwelle, Kette), Leichtmetall-Zylinderkopf | hängende Ventile (obenliegende Nockenwelle, Kette), Leichtmetall-Zylinderkopf | hängende Ventile (obenliegende Nockenwelle, Kette), Leichtmetall-Zylinderkopf |
| Kühlung:                      | Wasserkühlung                                                                 | Wasserkühlung                                                                 | Wasserkühlung                                                                 |
| Getriebe:                     | 4- oder 5-Gang-Getriebe a.W. Dreistufen-Automatik Hinterradantrieb            | 4- oder 5-Gang-Getriebe a.W. Dreistufen-Automatik Hinterradantrieb            | 4- oder 5-Gang-Getriebe a.W. Dreistufen-Automatik Hinterradantrieb            |
| Radaufhängung vorn:           | Federbeinachse, untere Querlenker, Schraubenfedern, Stabilisator              | Federbeinachse, untere Querlenker, Schraubenfedern, Stabilisator              | Federbeinachse, untere Querlenker, Schraubenfedern, Stabilisator              |
| Radaufhängung hinten:         | Starrachse, Doppellängslenker, Panhardstab, Schraubenfedern                   | Starrachse, Doppellängslenker, Panhardstab, Schraubenfedern                   | Starrachse, Doppellängslenker, Panhardstab, Schraubenfedern                   |
| Karosserie:                   | Stahlblech, selbsttragend                                                     | Stahlblech, selbsttragend                                                     | Stahlblech, selbsttragend                                                     |
| Spurweite vorn/hinten:        | 1295/1310 mm                                                                  | 1295/1310 mm                                                                  | 1295/1310 mm                                                                  |
| Radstand:                     | 2315 mm                                                                       | 2315 mm                                                                       | 2315 mm                                                                       |
| Abmessungen:                  | Limousine: 3820 mm × 1595 mm × 1375 mm Kombi: 4010 mm × 1595 mm × 1425 mm     | Limousine: 3820 mm × 1595 mm × 1375 mm Kombi: 4010 mm × 1595 mm × 1425 mm     | Limousine: 3820 mm × 1595 mm × 1375 mm Kombi: 4010 mm × 1595 mm × 1425 mm     |
| Leergewicht:                  | 810–860 kg                                                                    | 815–860 kg                                                                    | 820 kg                                                                        |
| Höchstgeschwindigkeit (Werk): | 125 km/h                                                                      | 140 km/h                                                                      | 146 km/h                                                                      |
| 0–100 km/h:                   | n. a.                                                                         | n. a.                                                                         | n. a.                                                                         |
| Verbrauch (Liter/100 km):     | ca. 8–10                                                                      | ca. 8–12                                                                      | ca. 8–13                                                                      |
| Preis:                        | DM 9.140 (02/79)                                                              | ab DM 9.990 (02/79)                                                           | 10.990 DM (02/79)                                                             |

## 323 (BD, 1980–1985)
Ein ganz neuer 323 stand ab November 1980 (Typcode BD) bei den Händlern. Die Stufenhecklimousine folgte im Oktober 1981. Der Kombi 323 Variabel wurde vorerst in der alten Form (FA4V) weitergebaut. Auch der zweite 323 hieß in Japan Familia und in Amerika GLC.
Die zweite Generation (werksinterne Bezeichnung: BD) war kantiger, glattflächiger und moderner als sein Vorgänger. Erstmals wurden nun die Vorderräder angetrieben.
Der zweite 323 war als Schrägheck mit drei bzw. fünf Türen sowie als Stufenheck mit vier Türen lieferbar. In Deutschland kamen Motoren von 1,1 Liter mit 40 kW bis 1,5 Liter mit 65 kW zum Einsatz. Er wurde zudem zum dort meistverkauften Pkw aus japanischer Produktion. Dieser Mazda wurde in einer Stückzahl von 10.000 Fahrzeugen auch in die DDR geliefert und zählte dort zu den wenigen „Westautos“, die nicht über Genex, sondern direkt gegen Mark der DDR erhältlich waren. Der Verkauf erfolgte auch aus Gründen des Werkstattnetzes vorwiegend an die Einwohner Ostberlins.

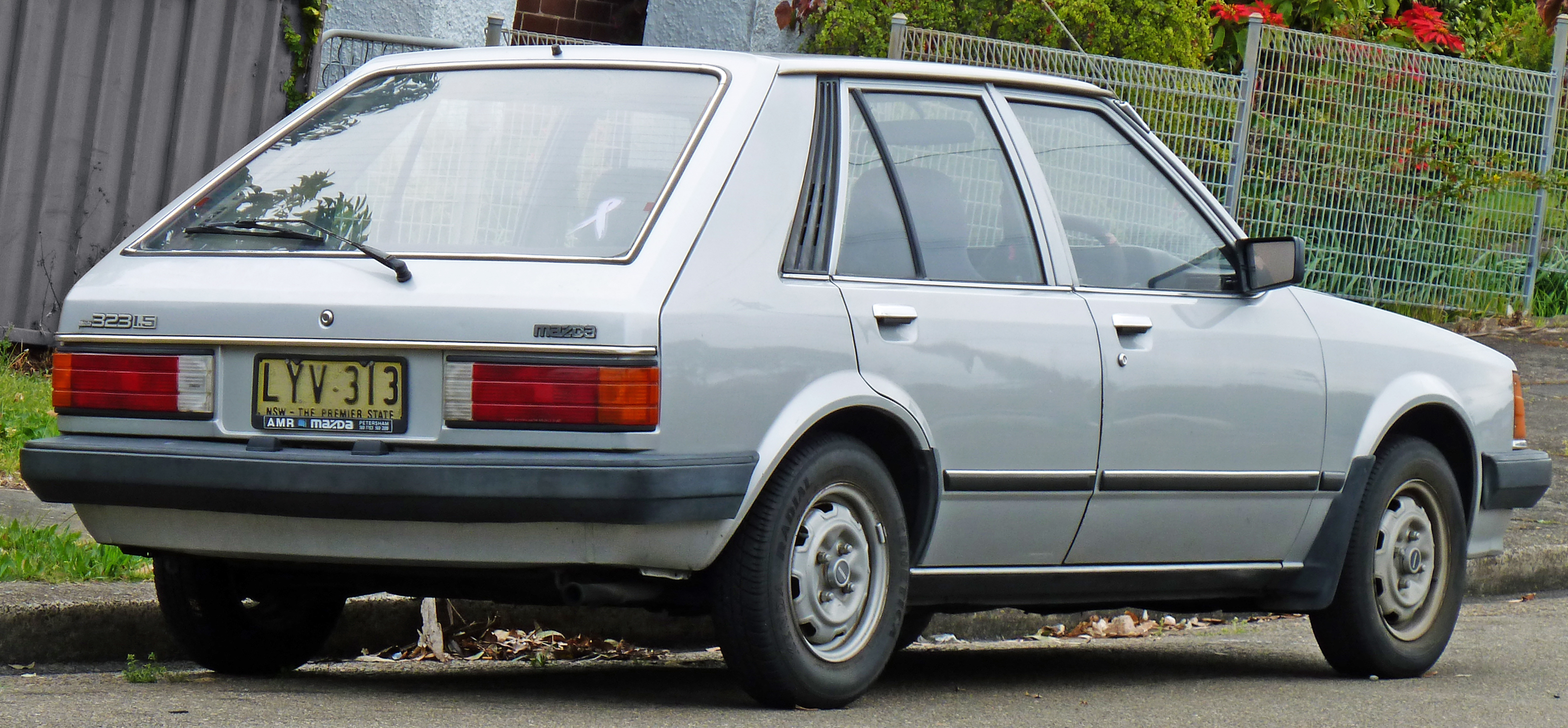
Heckansicht
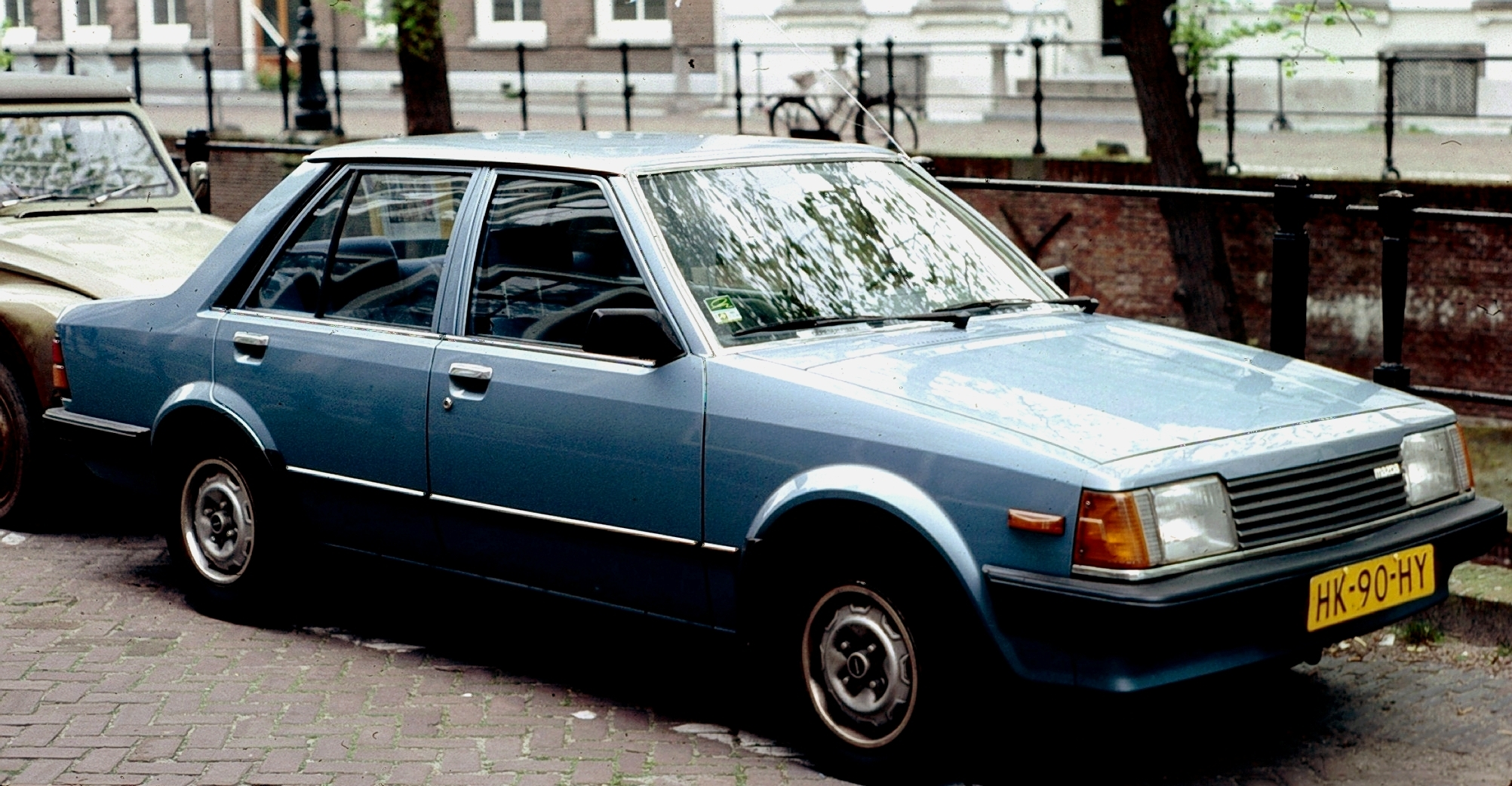
Mazda 323 Stufenheck (1981–1983)

Im Januar 1983 wurde der 323 einem Facelift unterzogen. Die vorderen Blinker kamen in die Stoßstange, die Rückleuchten wurden überarbeitet. Ende 1983 wurde der Prototyp eines Familia Cabriolet präsentiert.
Im Juni 1985 endete die Produktion der zweiten 323-Generation.

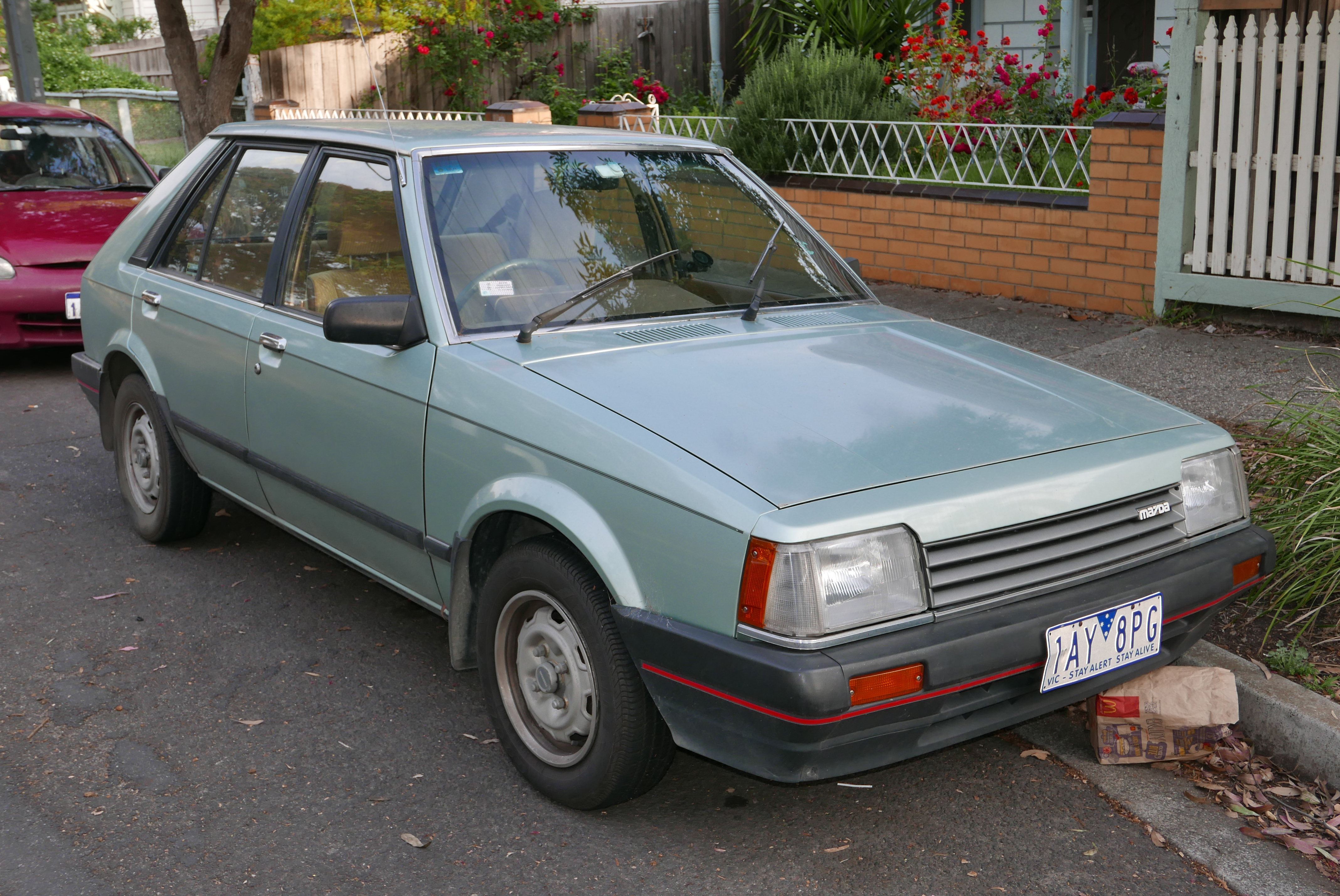
Mazda 323 Schrägheck (1983–1985)
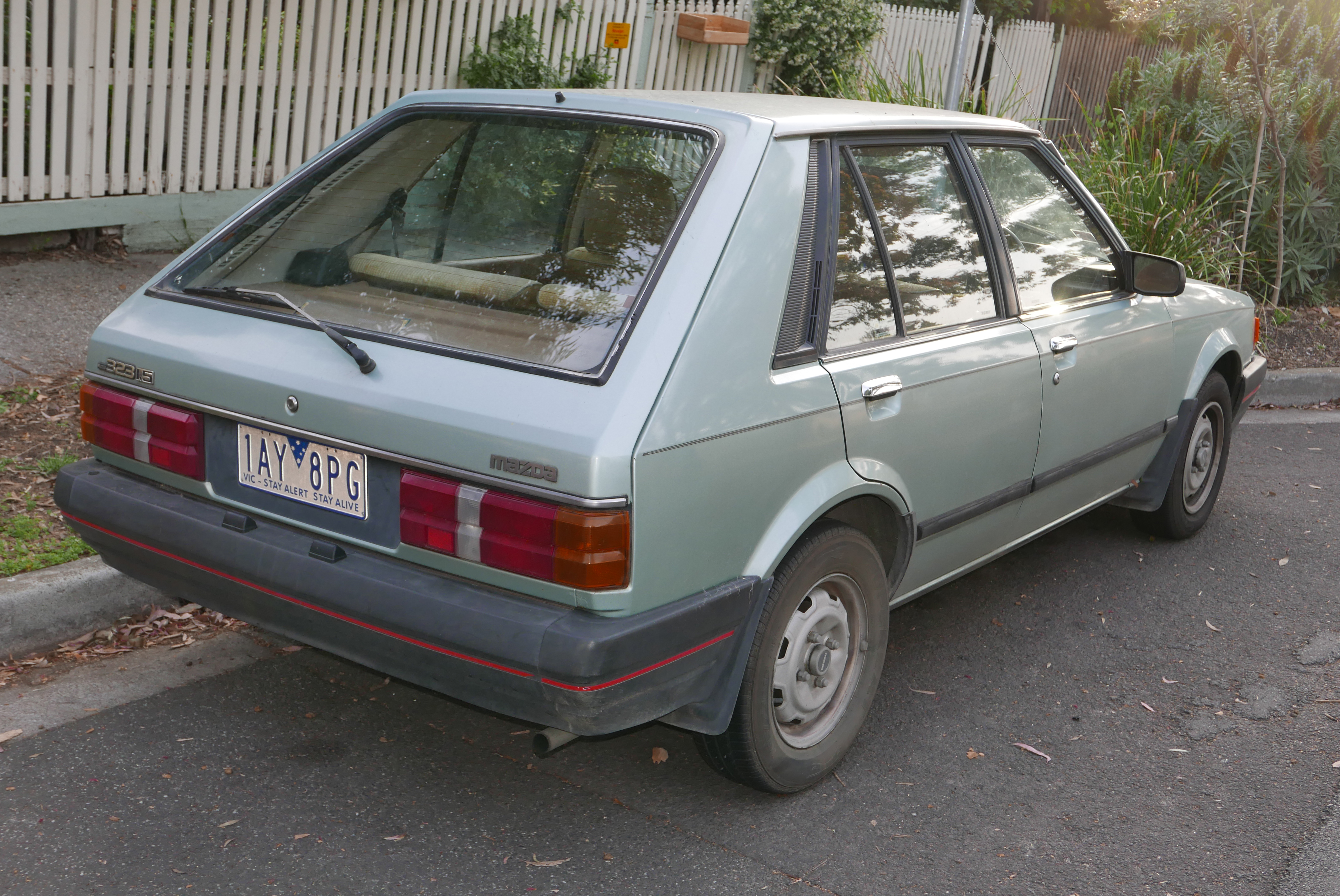
Heckansicht

## 323 (BF, 1985–1989)
Im Juli 1985 begann die Einführung des 323 (Typcode BF). Dieser führte das Basisdesign fort, fiel aber weniger kantig aus, erhielt eine flachere Linie und schmalere Scheinwerfer. Auch dieses Modell war mit drei, vier und fünf Türen erhältlich. Die Ausführung GLX als Stufenheck und dem 1,5-Liter-Motor mit 55 kW (75 PS) kostete in der Bundesrepublik 1985 rund 15.900 DM, eine Metallic-Lackierung war für 210 DM Aufpreis zu haben. Ungewöhnlich war der bis zur Überarbeitung im Sommer 1987 verbaute Heckscheibenwischer beim Stufenheck.
Im Mai 1986 wurde der neue 323 Kombi (Typ BW) auf Basis des aktuellen 323 eingeführt. Außerdem stand nun ein Dieselmotor mit 1,7 Litern Hubraum und 40 kW (54 PS) zur Verfügung.
Anfang 1987 stieg Mazda mit dem 323 in den Rallye-Sport ein und brachte ein dreitüriges Modell mit Allradantrieb auf den Markt. Als Motorisierung kam ein 110 kW (150 PS) leistender 1,6-Liter-Turbomotor mit zwei obenliegenden Nockenwellen und Einspritzung zum Einsatz.

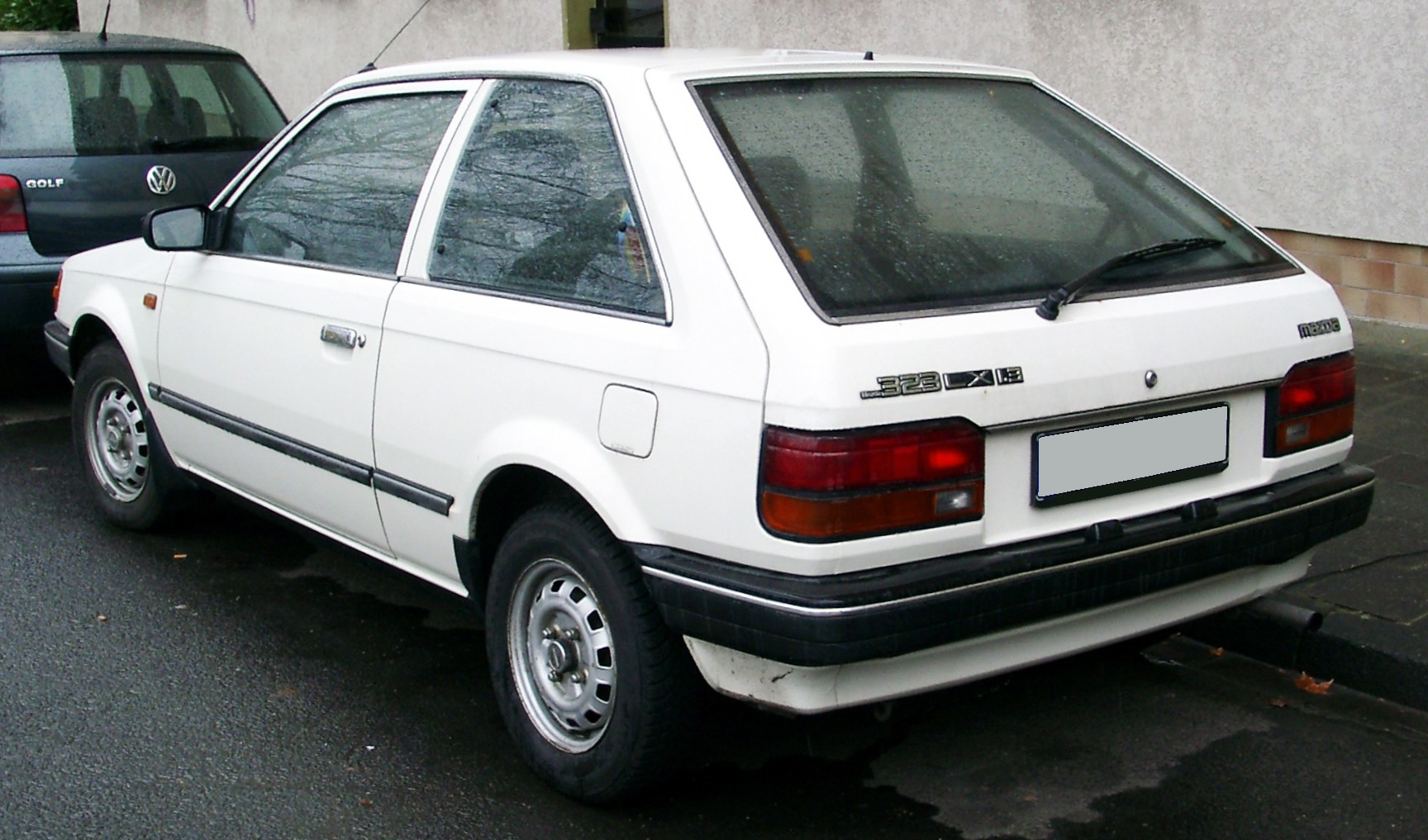
Heckansicht
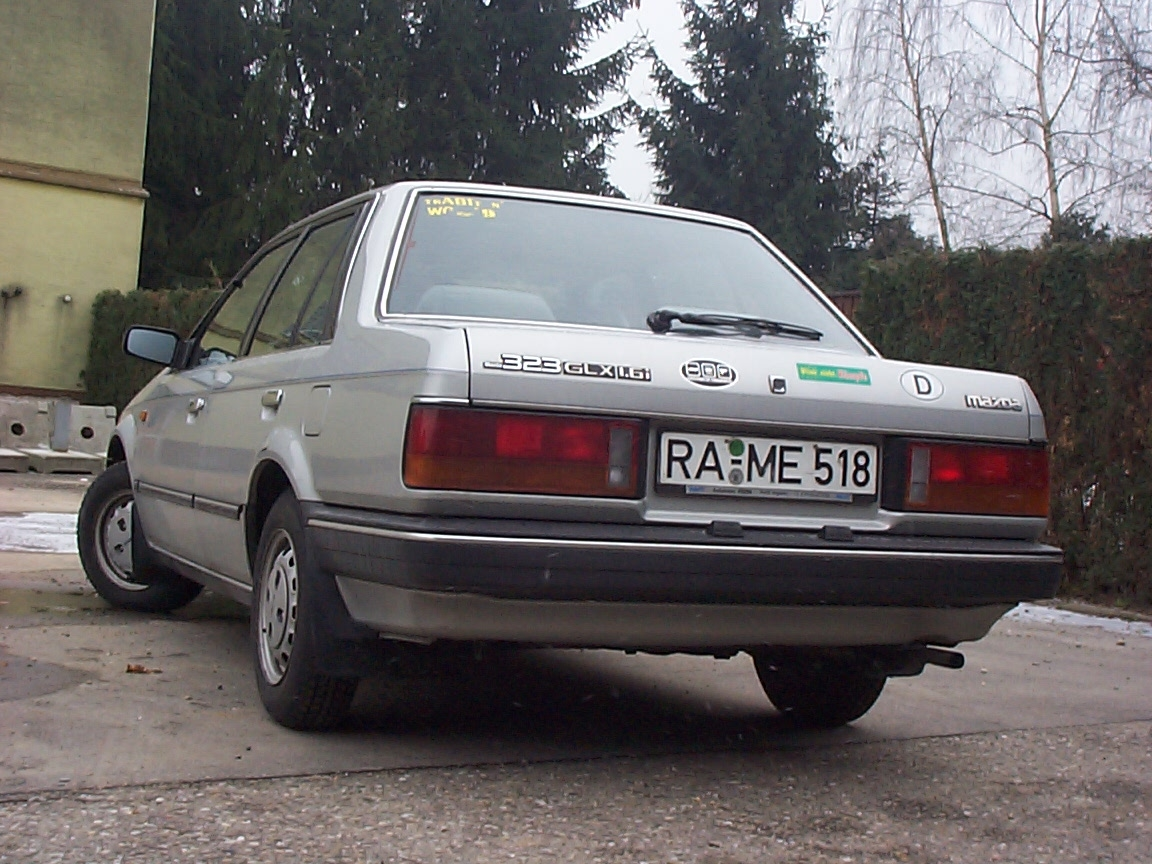
Mazda 323 Stufenheck (1985–1987)

Im August 1987 erhielt der 323 ein Facelift. Gleichzeitig bekamen alle Ottomotoren eine Einspritzung und einen geregelten Katalysator. Die Leistung des 1,6-Liter-Turbomotors wurde auf 103 kW (140 PS) verringert; er war nun auch in einem frontgetriebenen Modell erhältlich.
Von 1987 bis 1989 gab es in Japan außerdem den Mazda Étude, ein dreitüriges Coupé mit Schrägheck auf Basis des 323/Familia. Der Étude war etwas länger und hatte eine niedrigere Dachlinie als das dreitürige Schrägheck. Er wurde als sogenanntes „personal coupe“ vermarktet und erhielt eine umfangreichere Ausstattung (Schiebedach, zweifarbige Lackierung, Servolenkung und Fensterheber usw.) sowie eine komfortablere Federung als die anderen Familia-Modelle. Die B- und C-Säulen waren immer schwarz lackiert.
In Südafrika wurde diese 323-Generation noch bis in die 1990er-Jahre als Einstiegsmodell Sting und Ford Laser weitergebaut. Es gab ihn dort auch als Pickup Rustler, der zusätzlich als Ford Bantam verkauft wurde (die erste Bantam/Rustler-Generation basierte hingegen auf dem ersten Ford Escort mit Frontantrieb).

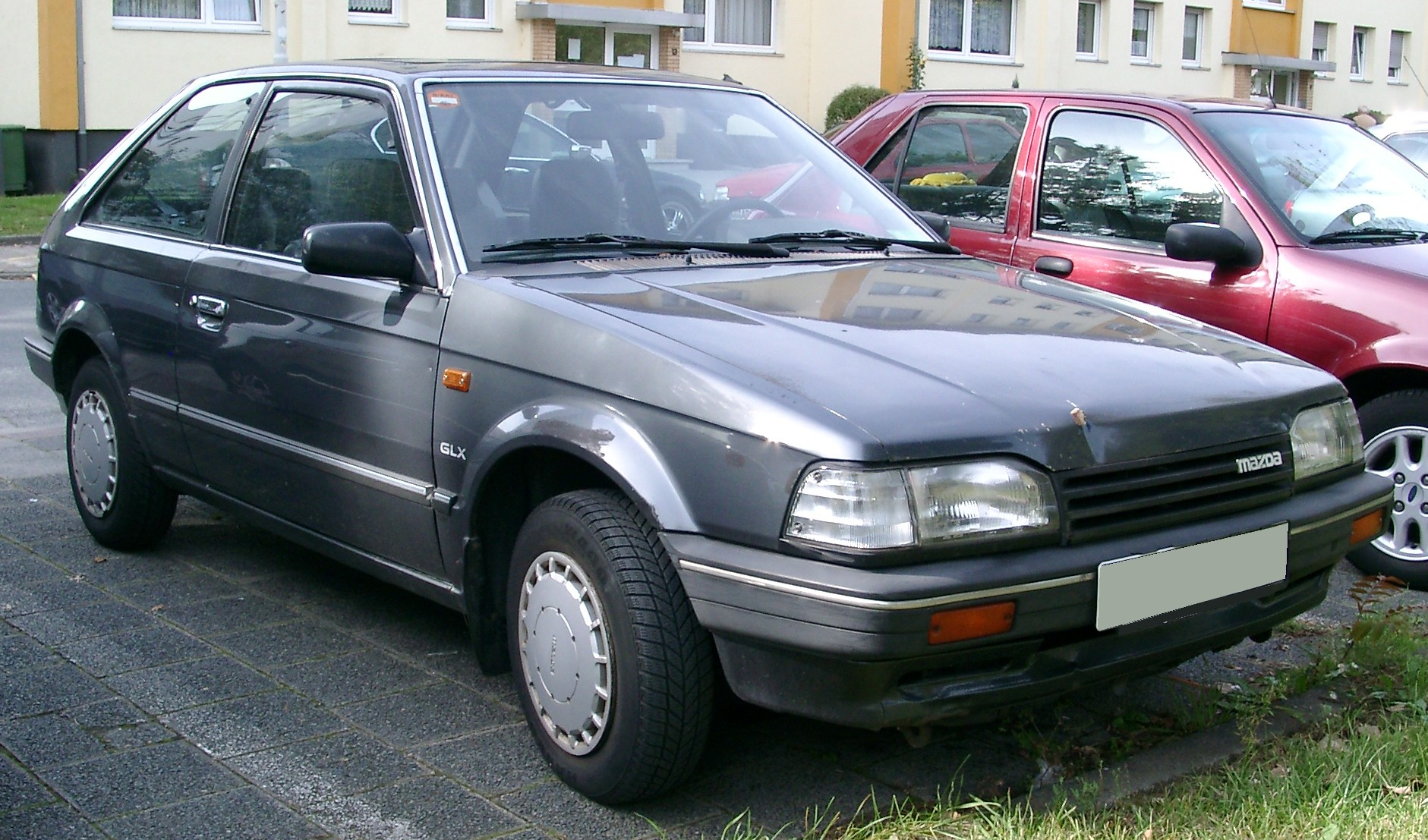
Mazda 323 Dreitürer (1987–1989)
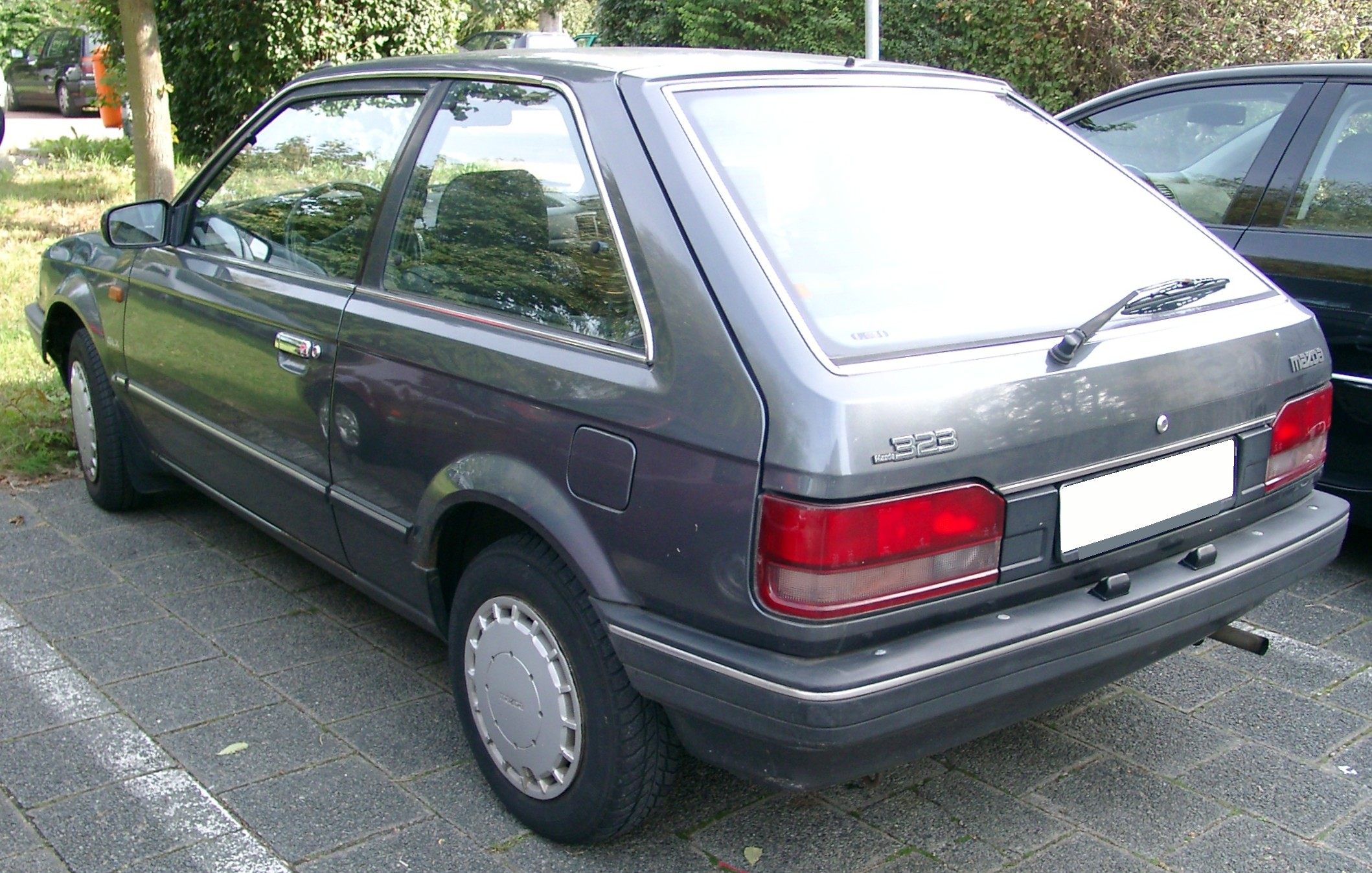
Heckansicht
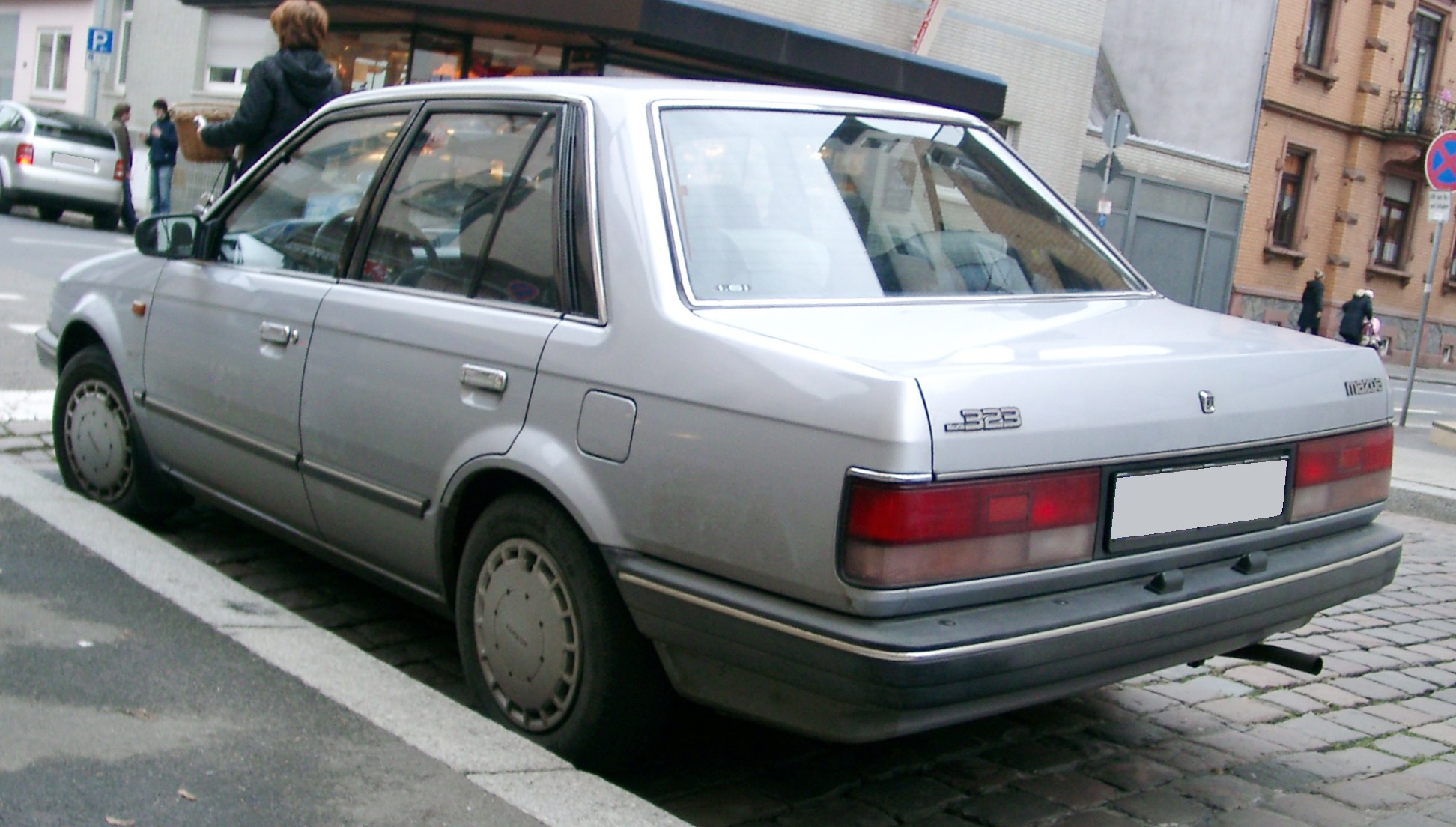
Mazda 323 Stufenheck (1987–1989)
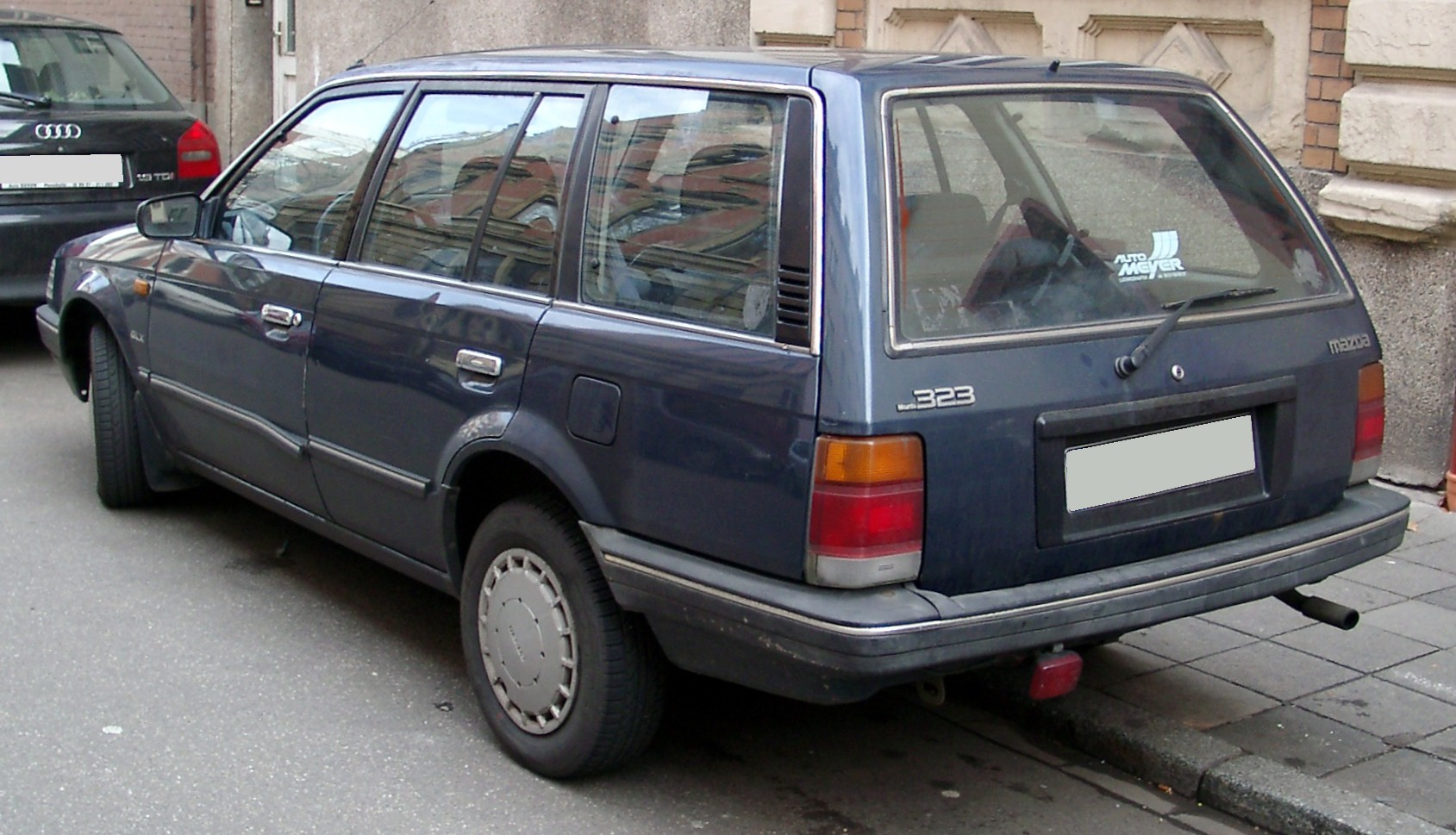
Mazda 323 Kombi (1987–1989)
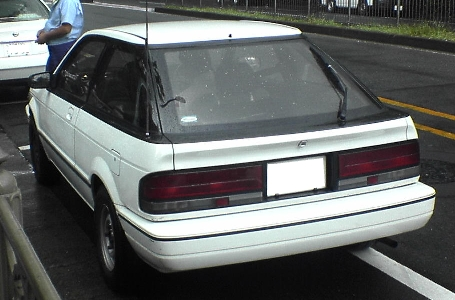
Mazda Étude (1987–1989)

## 323 (BG, 1989–1994)
Im September 1989 erschien die vierte Generation des 323 (werksinterne Bezeichnung: BG). Das Design wurde konsequent weiterentwickelt, ohne den Bezug zum Vorgänger zu verlieren. Eine Neuerung war die mit dem Kürzel „F“ versehene fünftürige coupéhafte Variante 323F. Dieser erhielt mit seiner flachen Linie und den Klappscheinwerfern eine besonders sportliche Optik. Zeitgleich wurde der 323 Kombi einem Facelift unterzogen und seine Optik an die neue Baureihe angepasst. Er war auch mit Allradantrieb erhältlich.
Auch bei diesem 323 gab es eine allradangetriebene Ausführung des Dreitürers. Diese war mit einem 76 kW (103 PS) leistenden 1,8-Liter-16V-SOHC-Motor ausgestattet. In Japan wurde das Fahrzeug (allerdings ohne Allrad) auch als Eunos 100 angeboten. In Nordamerika wurde die Limousine unter dem Namen Mazda Protegé angeboten, der 323F war hier nicht verfügbar.
Folgende Motoren standen zur Verfügung:
- 1,3 l 8V SOHC, Ottomotor mit 49 kW (67 PS) 1989–1991
- 1,3 l 16V SOHC, Ottomotor mit 54 kW (73 PS) 1989–1994
- 1,6 l 8V SOHC, Ottomotor mit 62 kW (84 PS), 1989–1991
- 1,6 l 16V SOHC, Ottomotor mit 65 kW (88 PS), 1991–1994
- 1,8 l 16V SOHC, Ottomotor mit 76 kW (103 PS)
- 1,8 l 16V DOHC, Ottomotor mit 94 kW (128 PS), nur erhältlich im Drei- und Fünftürer in der Ausführung „GT“
- 1,7 l Diesel 41 kW (55 PS)

Baureihe BG-8 (Allradantrieb)
- 1,8 l SOHC, Ottomotor mit 76 kW (103 PS) mit manueller Mitteldifferenzialsperre
- 1,8 l DOHC, Turbo-Ottomotor mit 120 kW (163 PS) mit Mittel- und Hinterachs-Differenzialsperre
- 1,8 l DOHC, Turbo-Ottomotor mit 136 kW (185 PS), die verbesserte Version des 163-PS-Modells mit:
  - verstärktem Motor (Schmiedekolben mit integrierter Kolbenboden- und Ring-Kühlung, hochfeste Pleuel)
  - hitzebeständigere Auslassventile (mit Natriumfüllung)
  - größeren Bremsen (inkl. ABS)
  - größerem Turbolader (kugelgelagert)
  - größerem Ladeluftkühler und für seine Abdeckung nötiger, weit ausladender Frontstoßstangen-/Frontschürzen-Kombination
  - verbessertem Fahrwerk (härtere Dämpfer, veränderte Stabilisatoren)

Der allradgetriebene BG-8 mit 163 PS leistendem 1,8-l-Turbomotor (in Deutschland als teurerer TXL 4WD und preiswerterer TXS 4WD verkauft) wurde von 1989 bis 1992 gebaut, der 185 PS leistende GT-R wurde 1993 als Homologationsmodell produziert. In Japan hatte der GT-R sogar 210 PS, wobei optional auch eine Volllederausstattung sowie eine Klimaautomatik lieferbar waren.

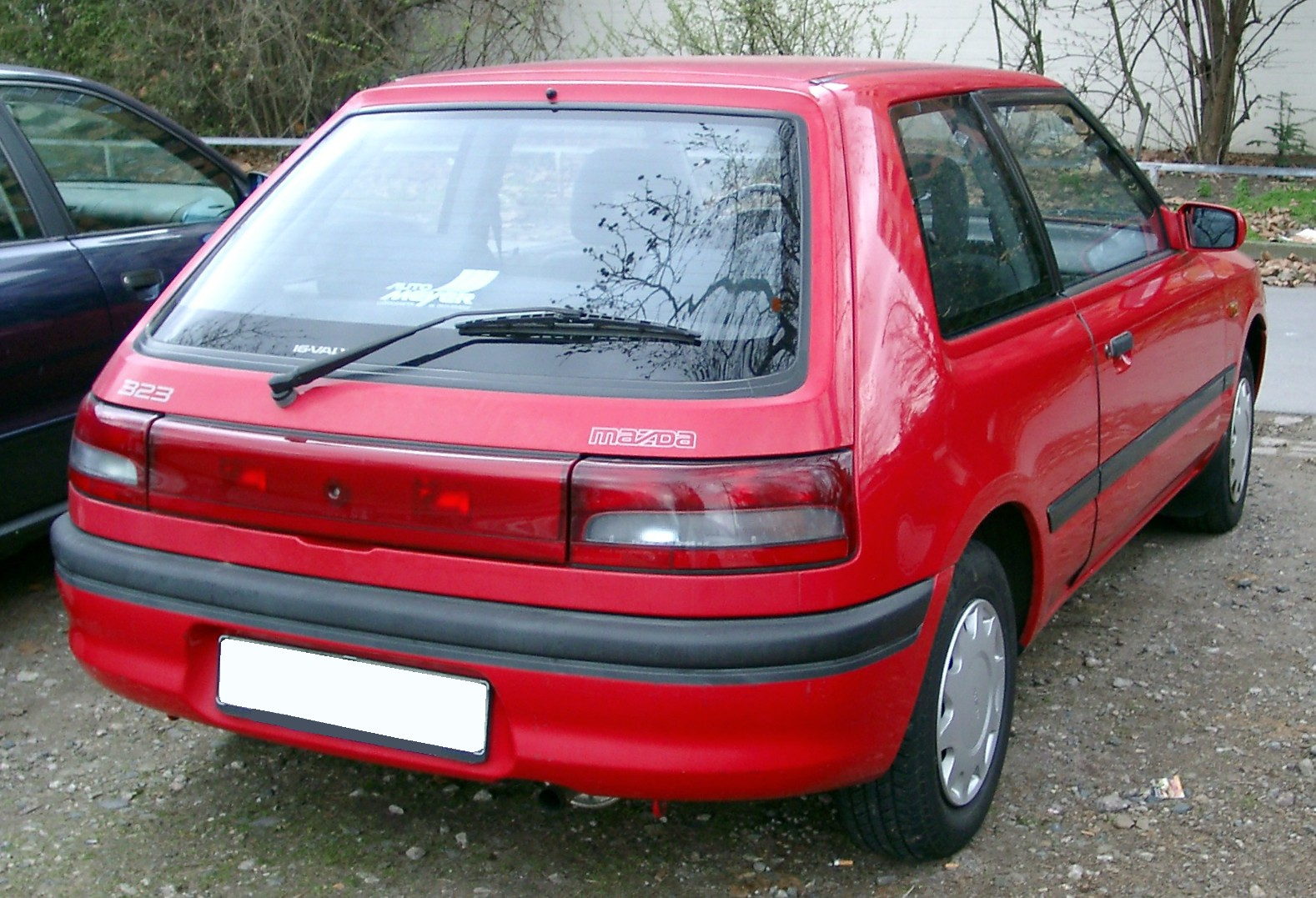
Heckansicht des 323 Schrägheck
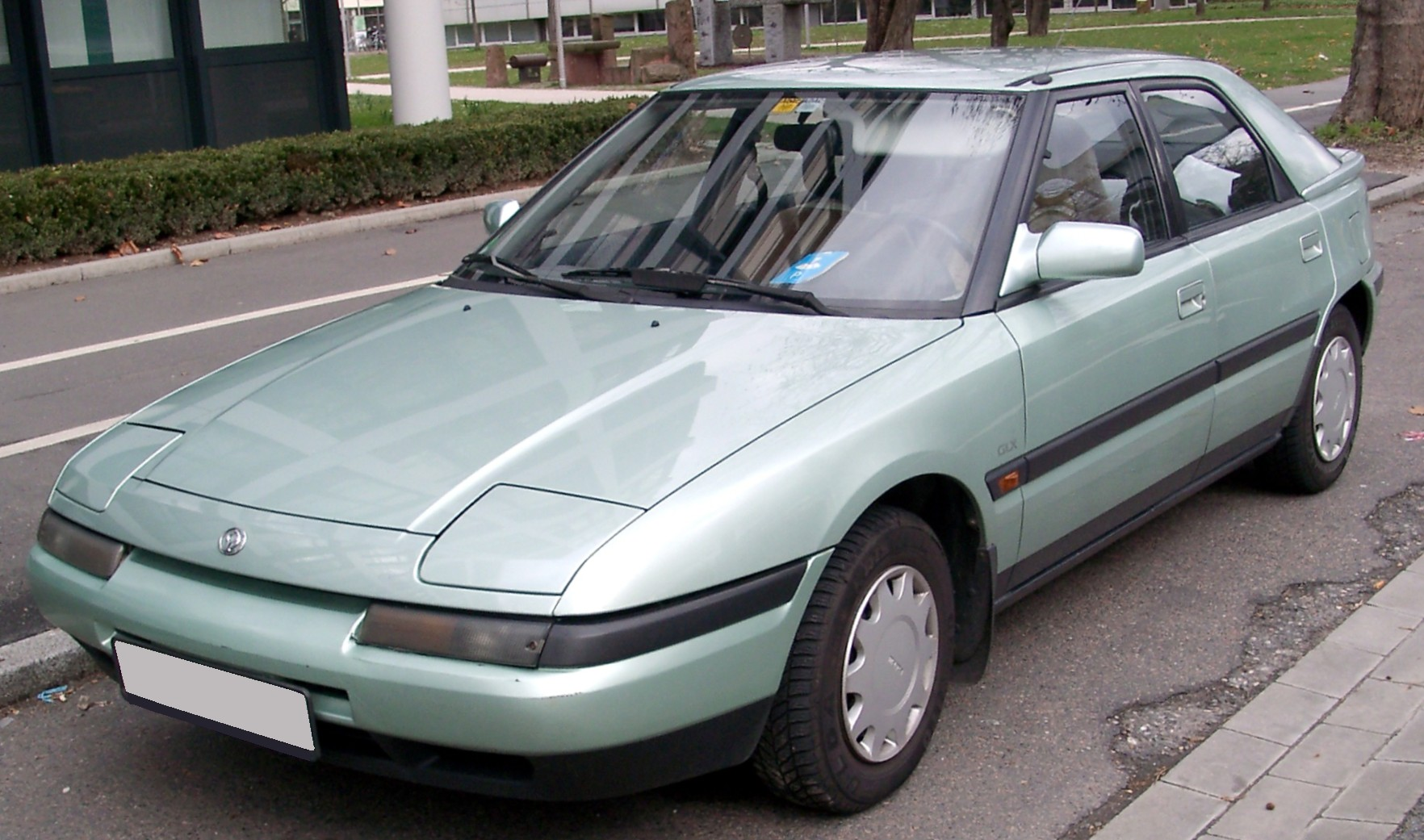
Mazda 323F (1989–1994)
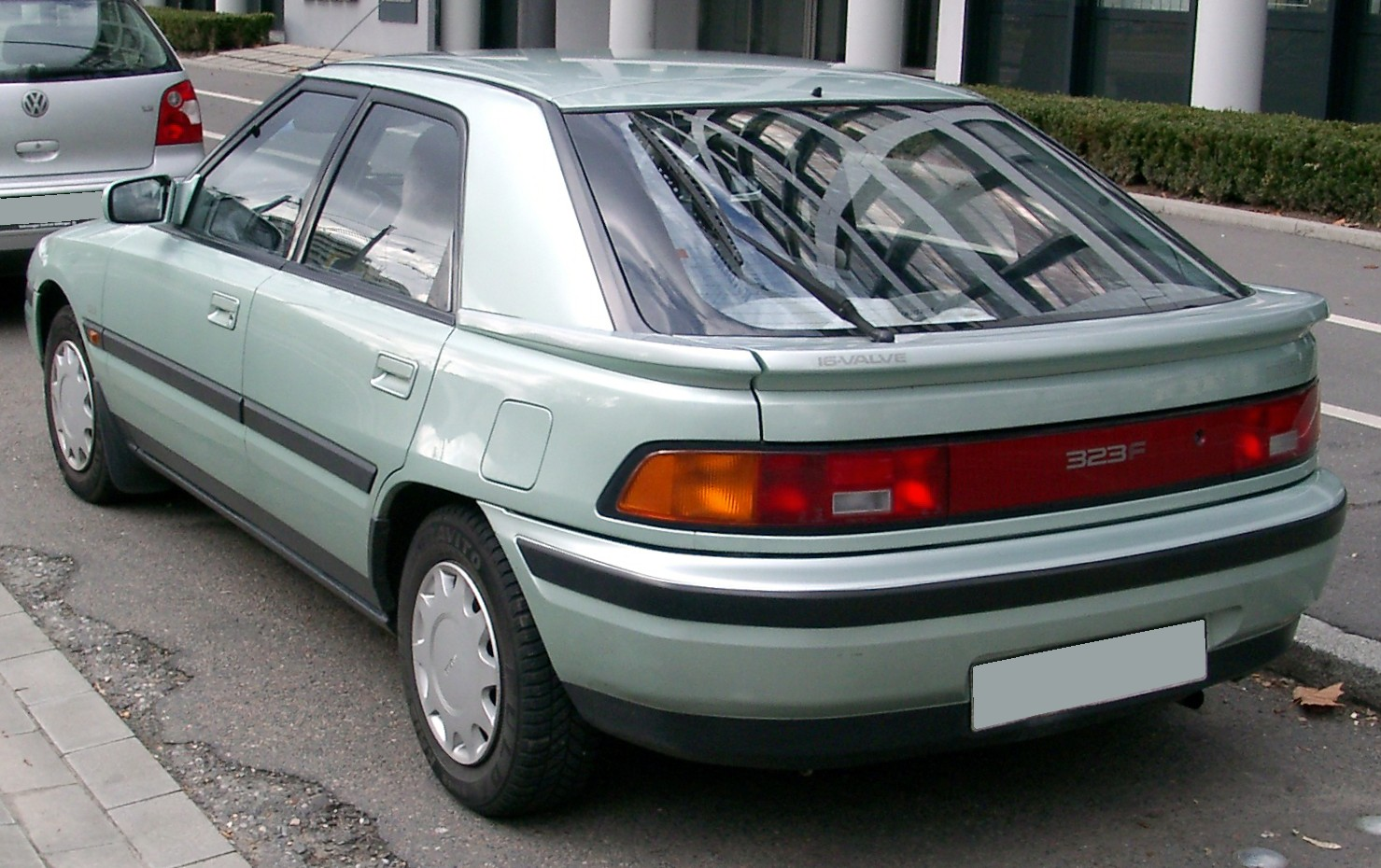
Heckansicht des 323F
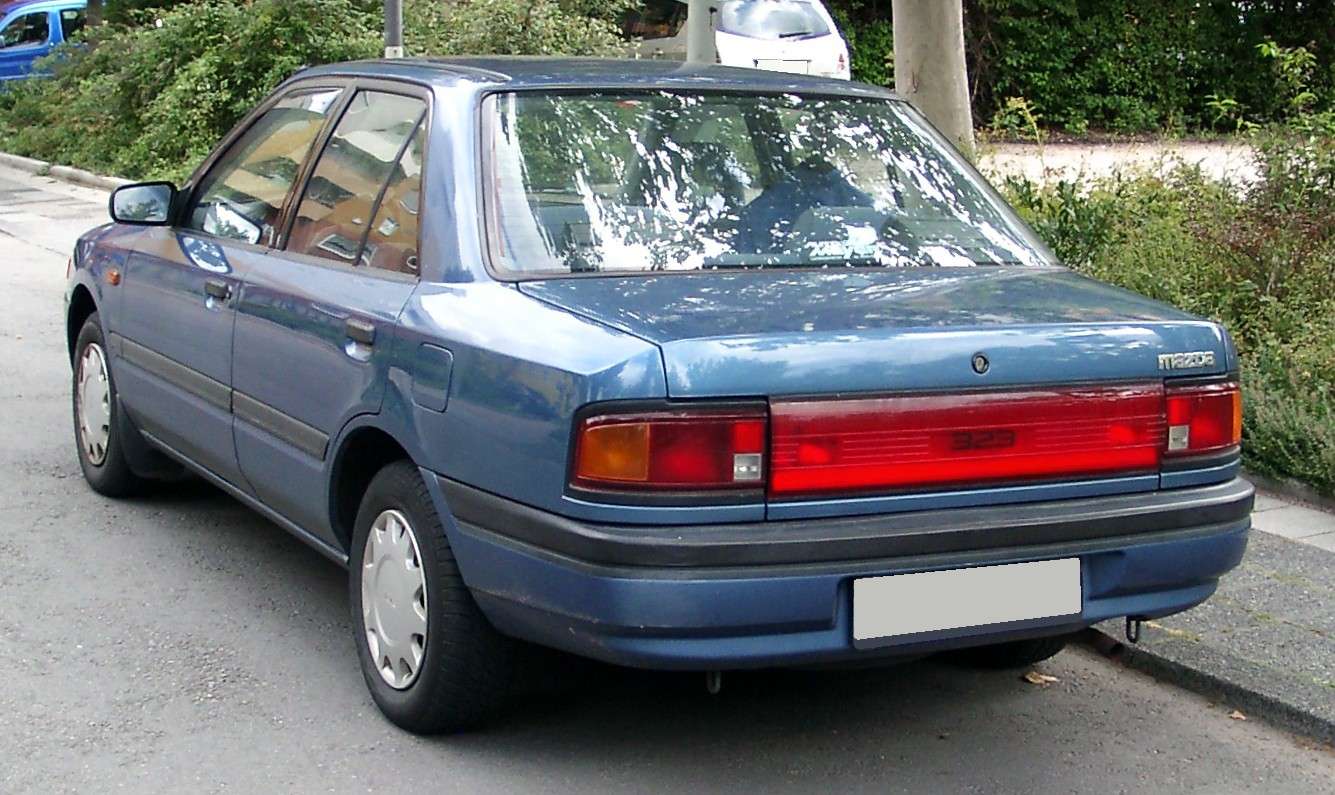
Mazda 323 Stufenheck (1989–1994)
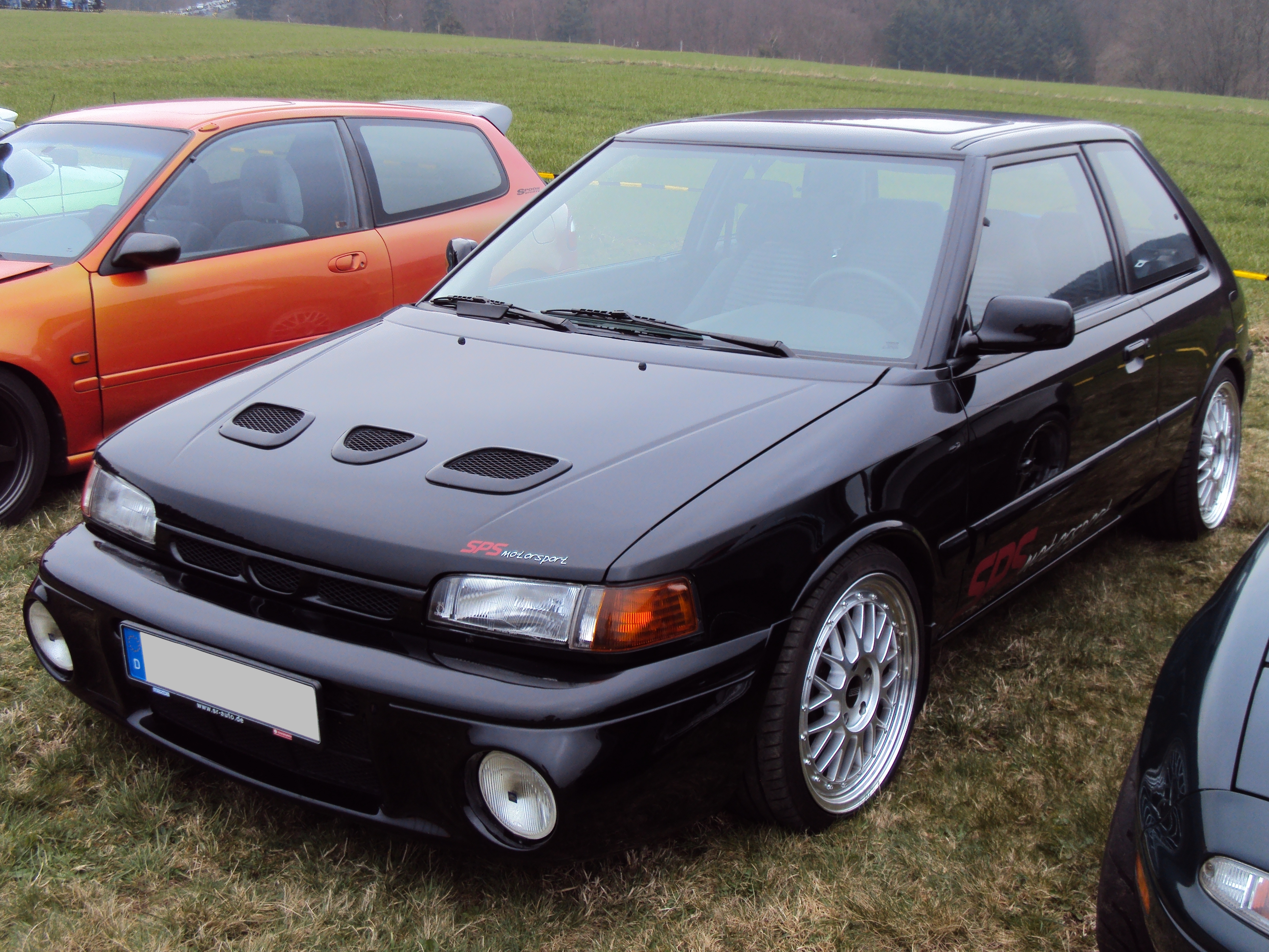
Mazda 323 GT-R
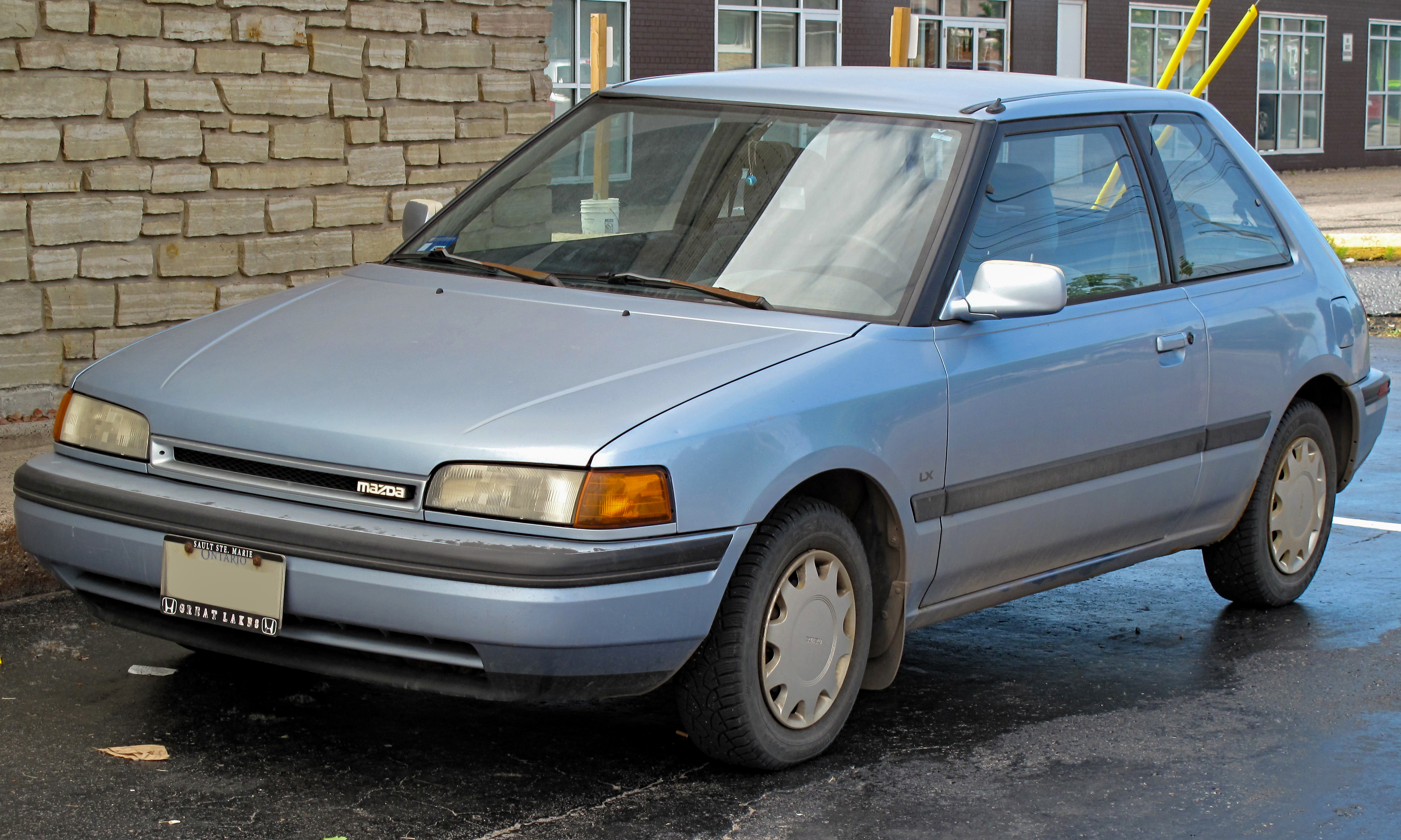
Mazda 323 Schrägheck (Nordamerika)
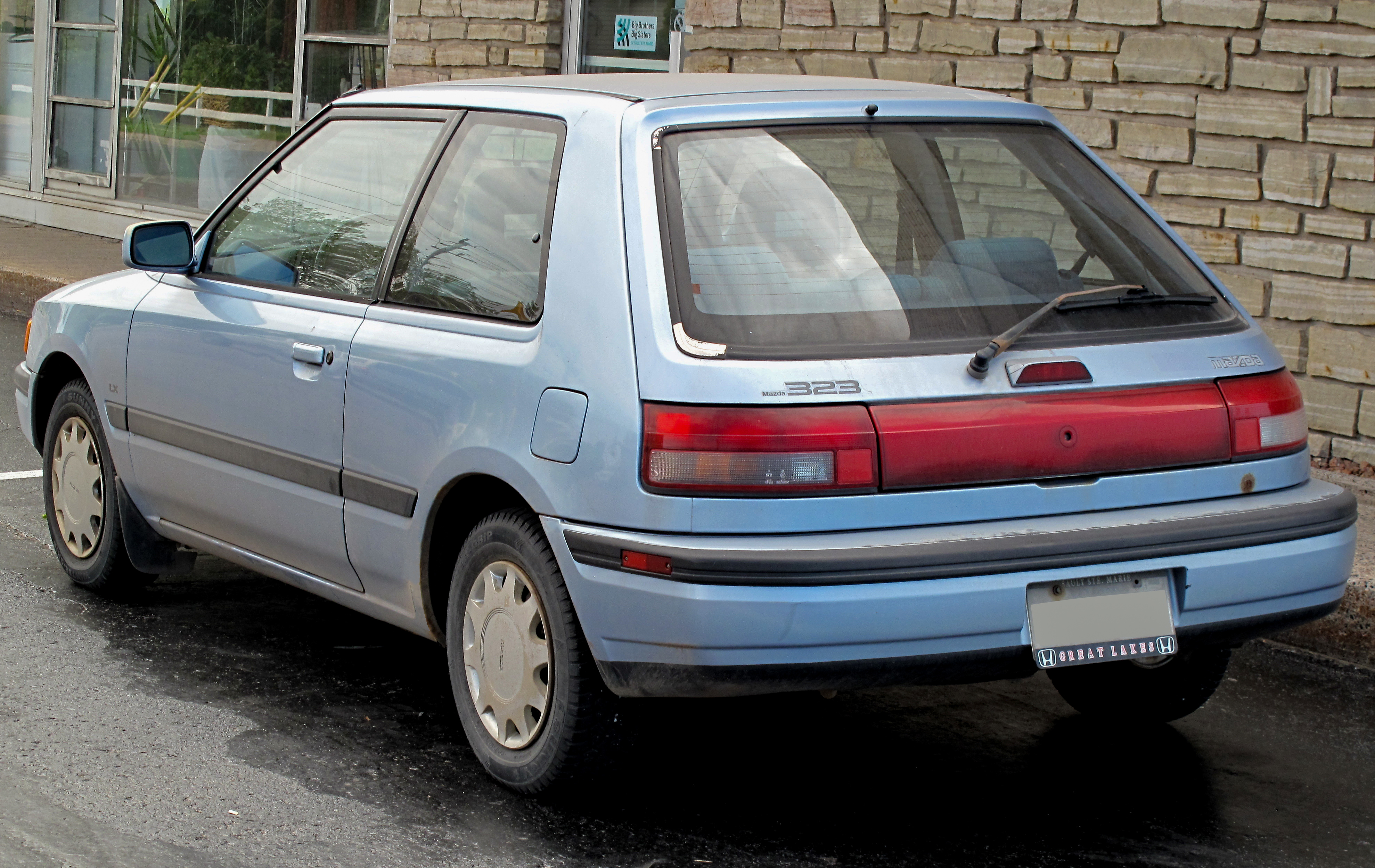
Heckansicht
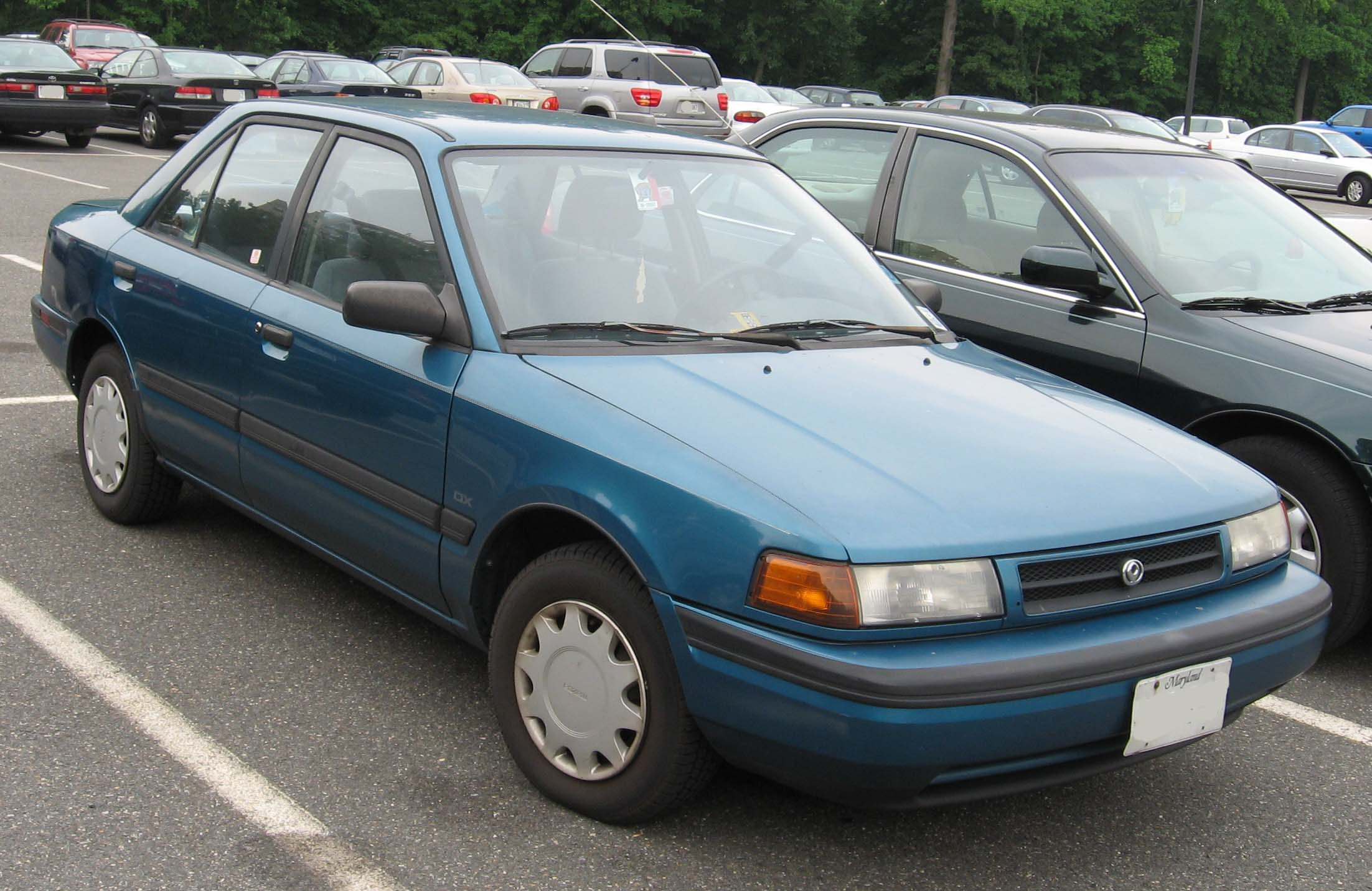
Mazda Protegé
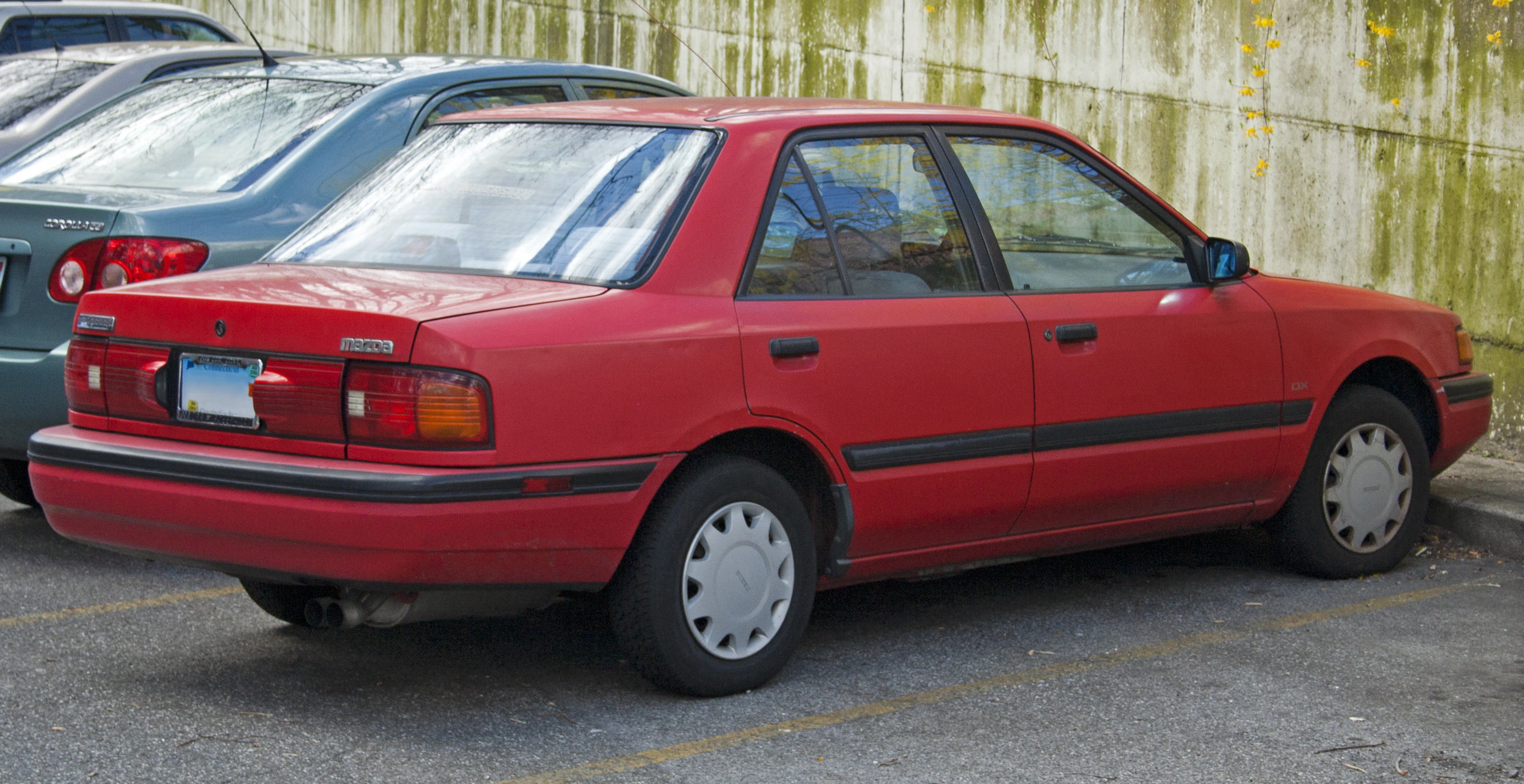
Heckansicht

## 323 (BA, 1994–2000)
Die fünfte Auflage kam im September 1994 als Baureihe mit der internen Bezeichnung „BA“ auf den Markt. Alle Karosserievarianten erhielten ein Kürzel hinter der Zahl (323C: Coupé, 323S: Stufenheck, 323F: Fließheck).
Das Design wurde beim 323F und 323C sehr sportlich gehalten, im Gegensatz zu den Vorgängern aber sehr rund, fast ohne Kanten. Erstmals gab es für den 323 Fahrer- und Beifahrerairbags.
Mit dem Verkaufsstart wurde der zu dem Zeitpunkt seit acht Jahren auf dem Markt befindliche 323 Kombi in Deutschland eingestellt.

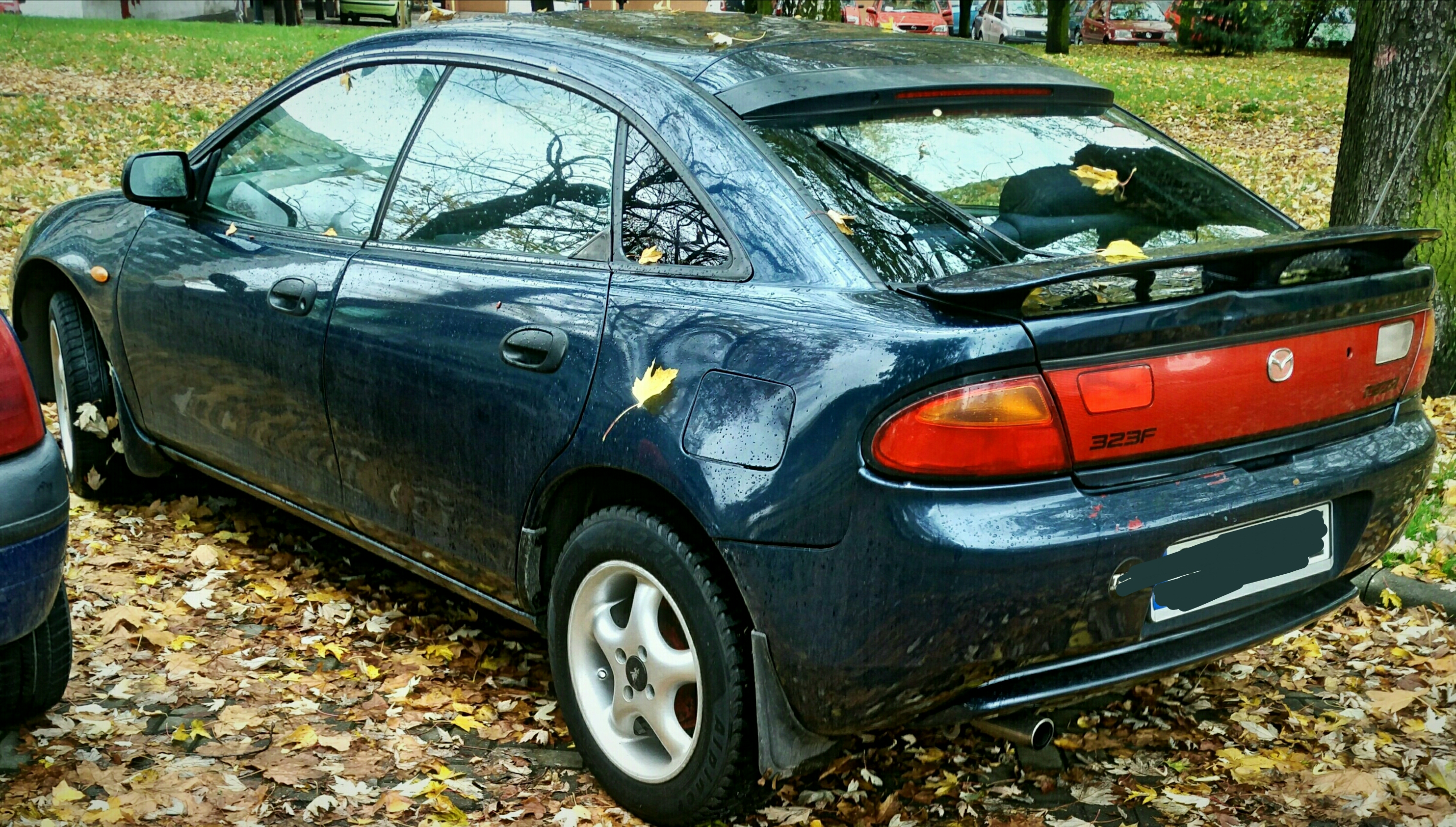
Heckansicht des 323F

Zu Beginn standen vier Ottomotoren zur Auswahl:
- der aus dem Vorgänger fast unveränderte 1,3-l-Vierzylinder-SOHC mit 16 Ventilen und 54 kW (73 PS) (in allen Modellen; ausgenommen 323F)
- ein neu entwickelter 1,5-l-Vierzylinder-DOHC-16V-Motor mit 65 kW (88 PS) (in allen Modellen)
- ein leicht modifizierter 1,9-l-Vierzylinder-DOHC des Vorgängers mit nun 84 kW (114 PS) (in allen Modellen; ausgenommen 323P)
- ausschließlich für den 323F gab es einen 2,0-l-Sechszylinder 24V-Motor mit 106 kW (144 PS).
- 1995 folgte ein 1,7-l-Turbodiesel, bekannt u. a. aus dem Opel Astra, mit 60 kW (82 PS) für den 323S.

Im Januar 1997 wurde die Baureihe überarbeitet. Aufgrund der schwachen Verkaufszahlen des 323C führte Mazda ein neues dreitüriges Modell mit Namen 323P ein. Änderungen betrafen den kompletten Innenraum und zum Teil die Technik. Äußerlich veränderte sich nur der 323S, der sich nun das Gesicht mit dem 323P teilt. Der 323C war nur noch mit dem 1,5-Liter-Motor erhältlich, der 323S und 323P mit 1,3 und 1,5 l. Der 1,7-Liter-TD-Motor wurde aus dem Programm genommen und kurze Zeit durch einen 2,0-Liter-Diesel mit 52 kW (71 PS) im 323S und 323P ersetzt.
1998 brachte Mazda zwei Sondermodelle des 323F mit Lederausstattung und dem 1,5-Liter-Motor auf den Markt:
- Edition Elegant mit Sonderlackierung in Borneo-Grün Metallic und beigem Leder-Interieur
- Edition Sportiv in Silber mit schwarzem Leder

Im Spätsommer 1998 wurde die Produktion und der Verkauf der BA-Modelle 323C, 323S und 323F eingestellt. Der 323P wurde noch bis ins Jahr 2000 parallel zum Nachfolgemodell weitergebaut.

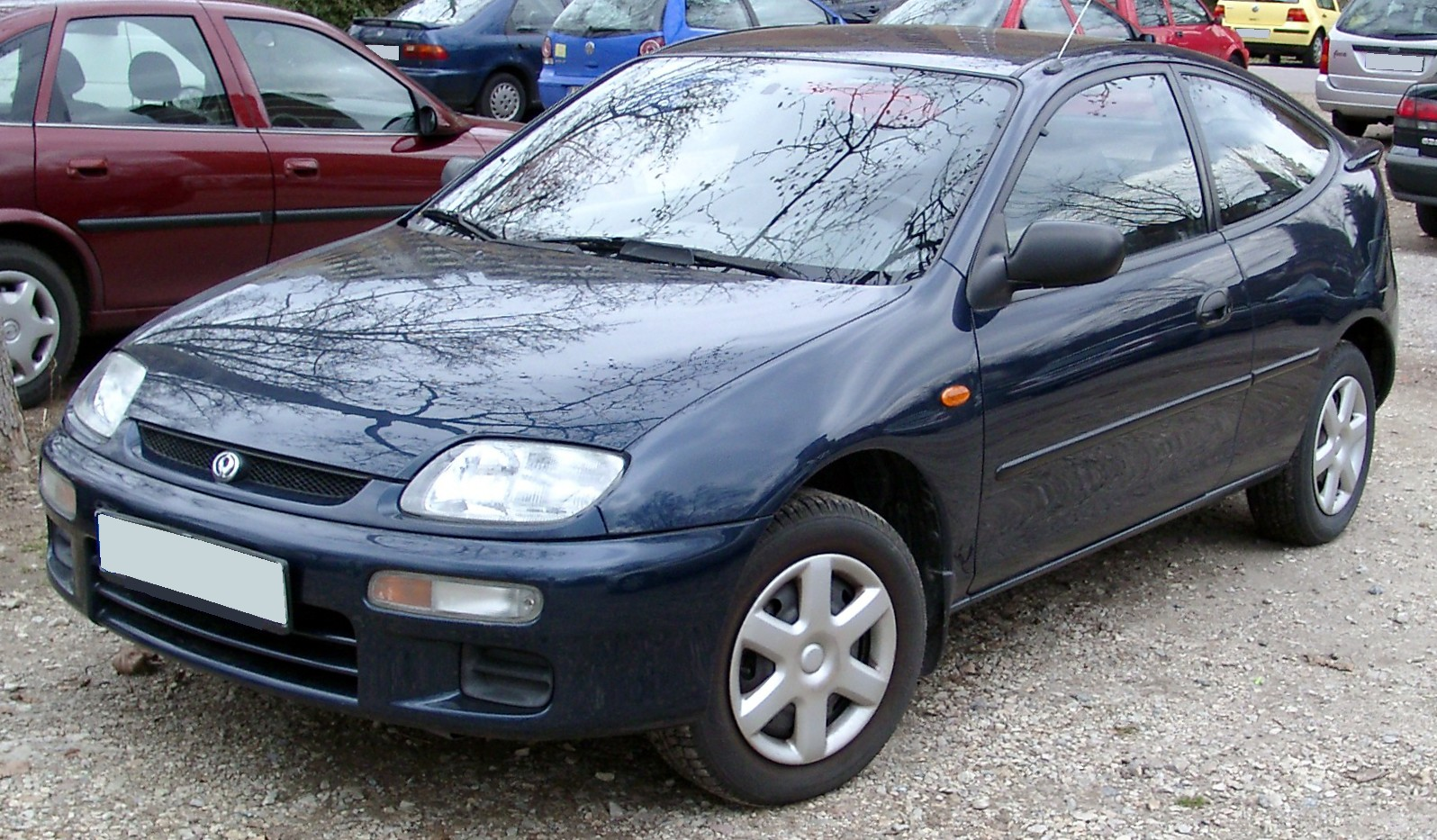
Mazda 323C (1994–1998, Logo bis 1996)
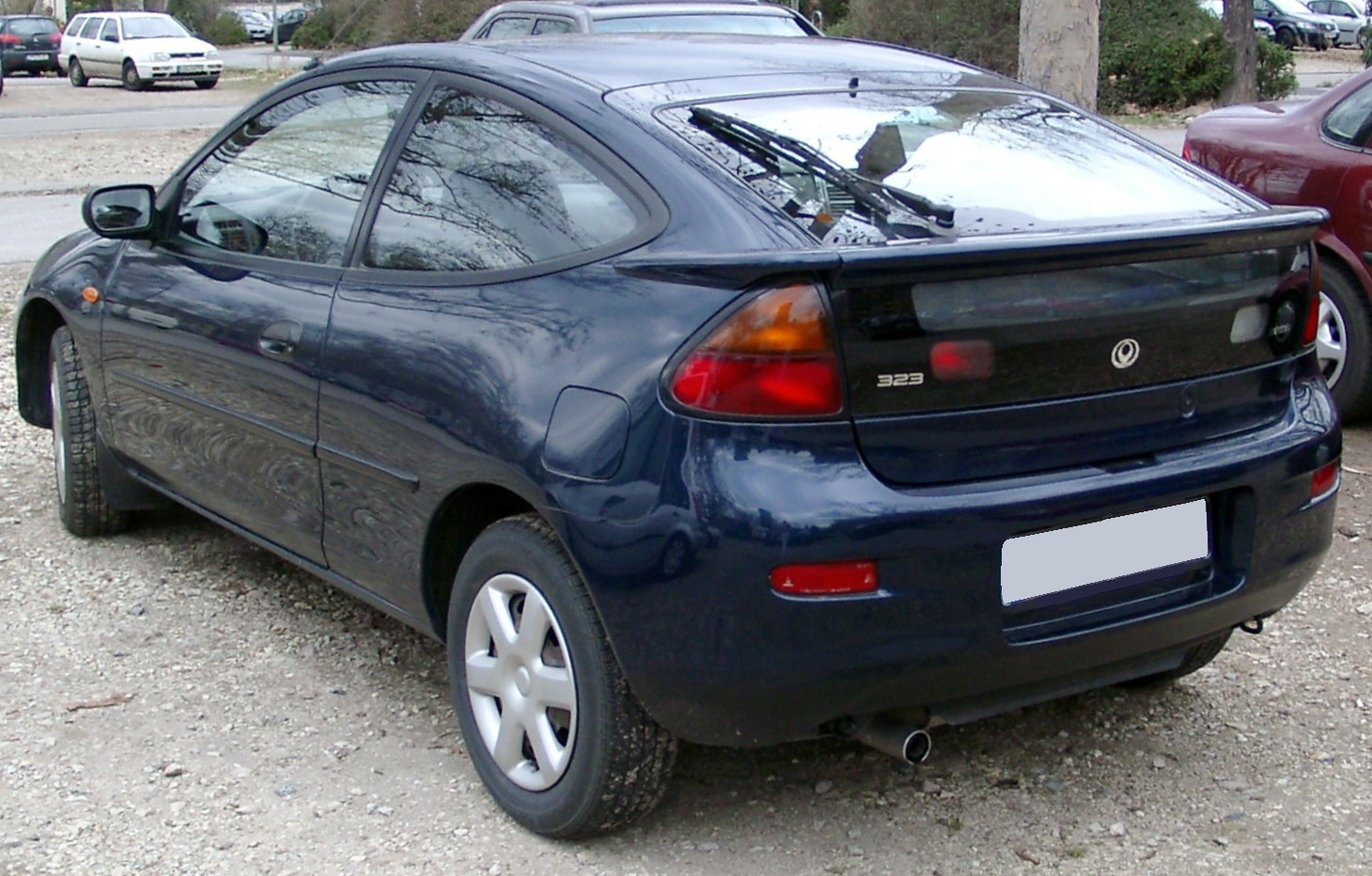
Heckansicht des 323C
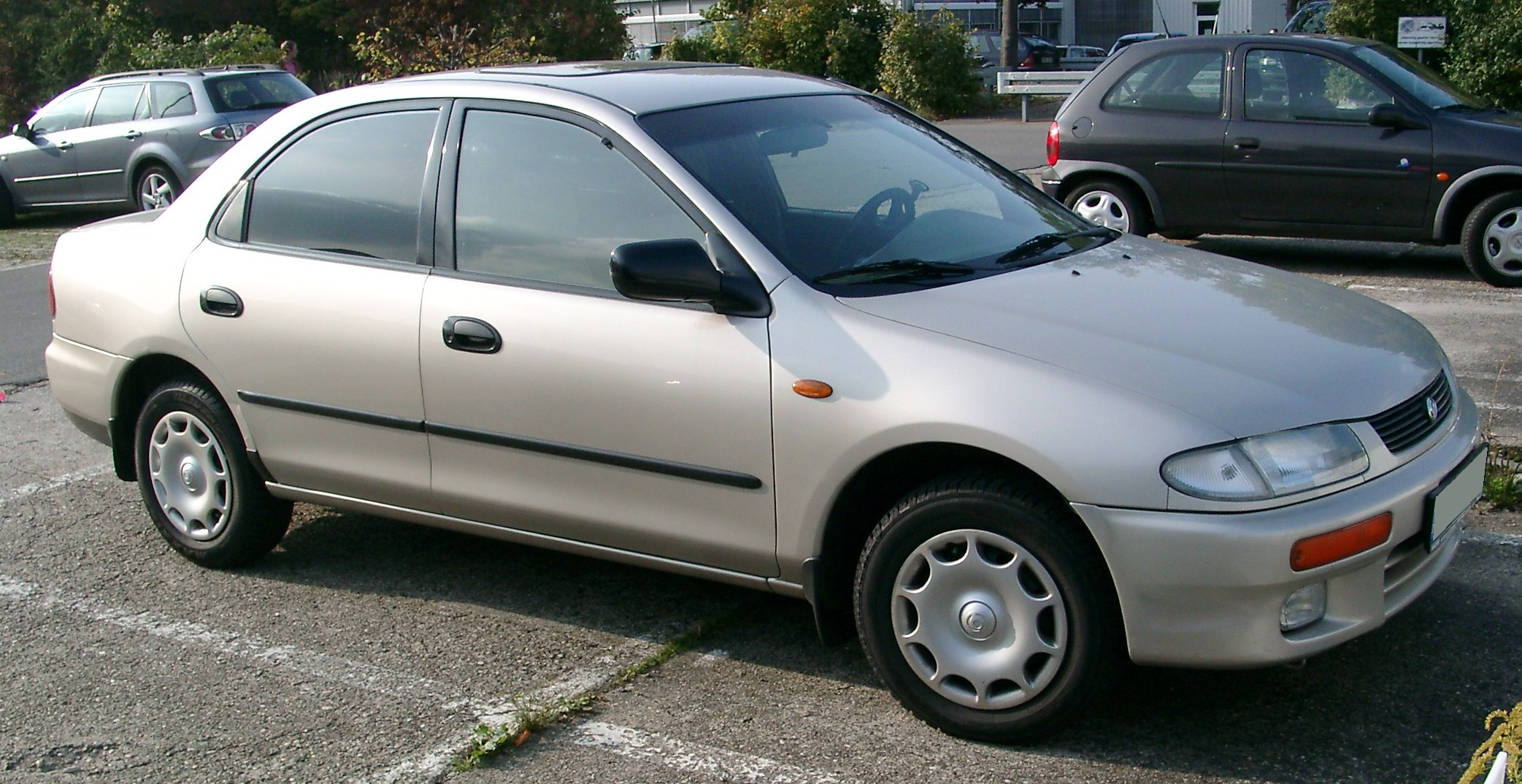
Mazda 323S (1994–1998, Logo bis 1996)
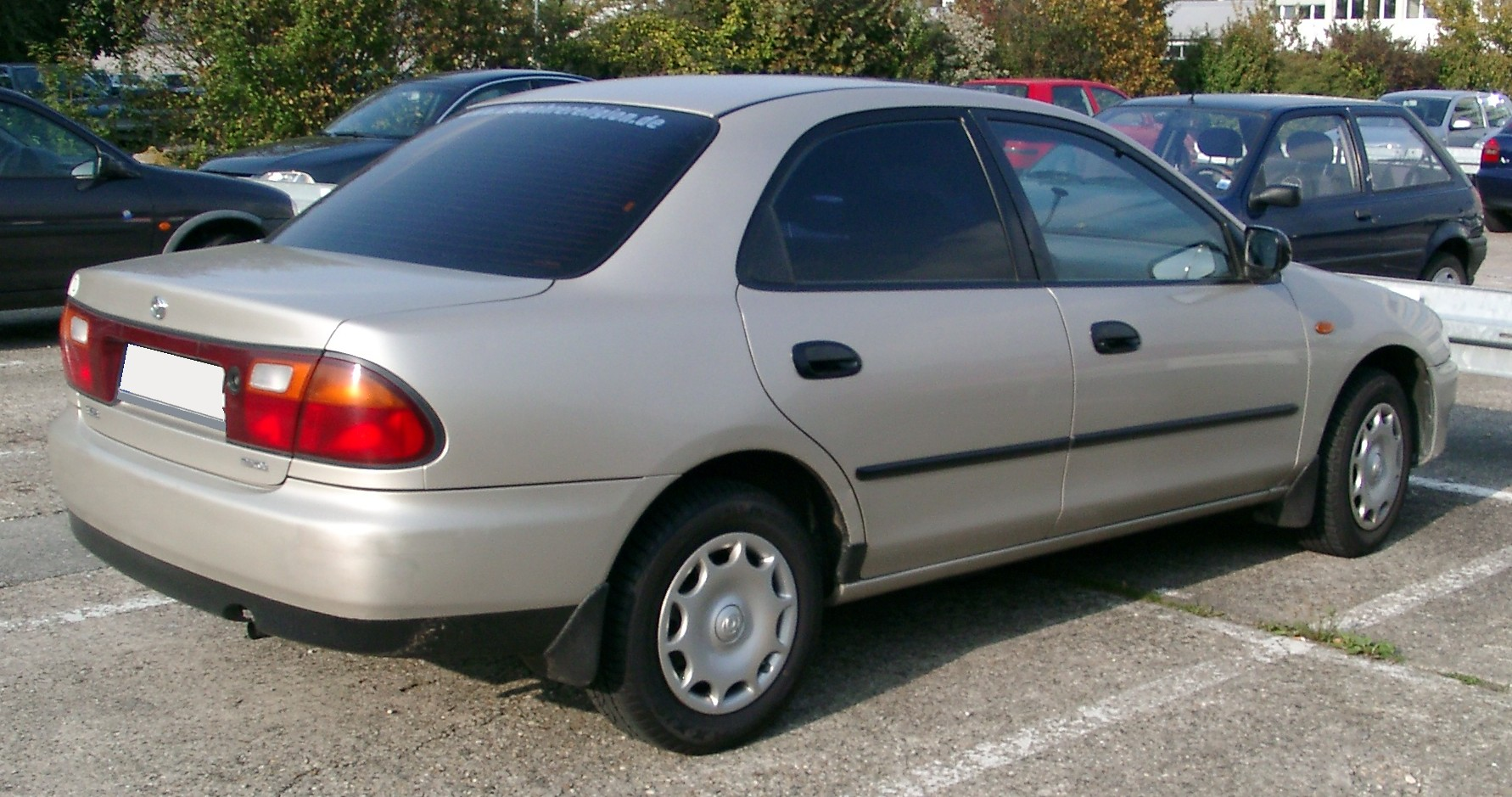
Heckansicht des 323S
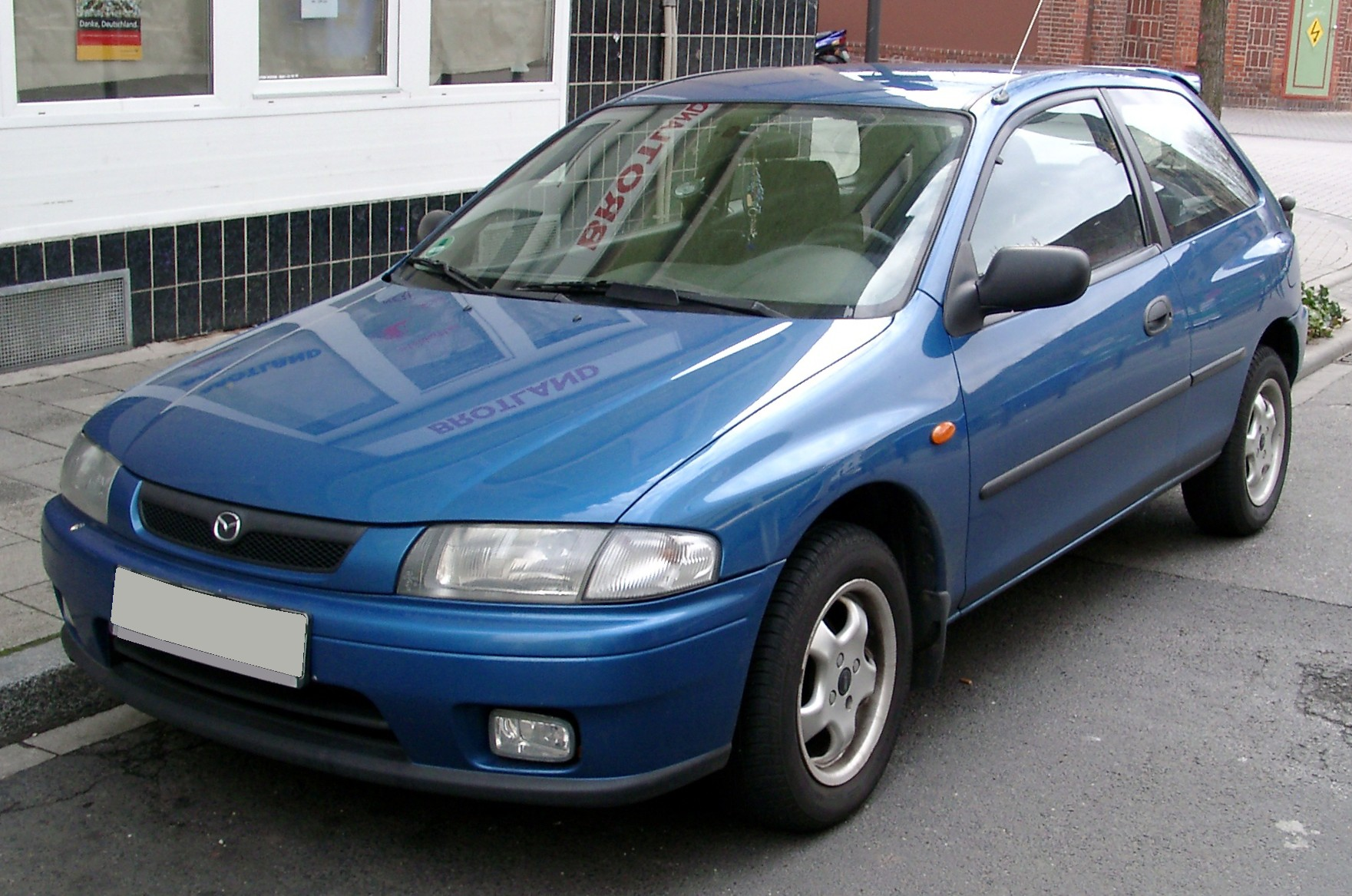
Mazda 323P (1997–2000)
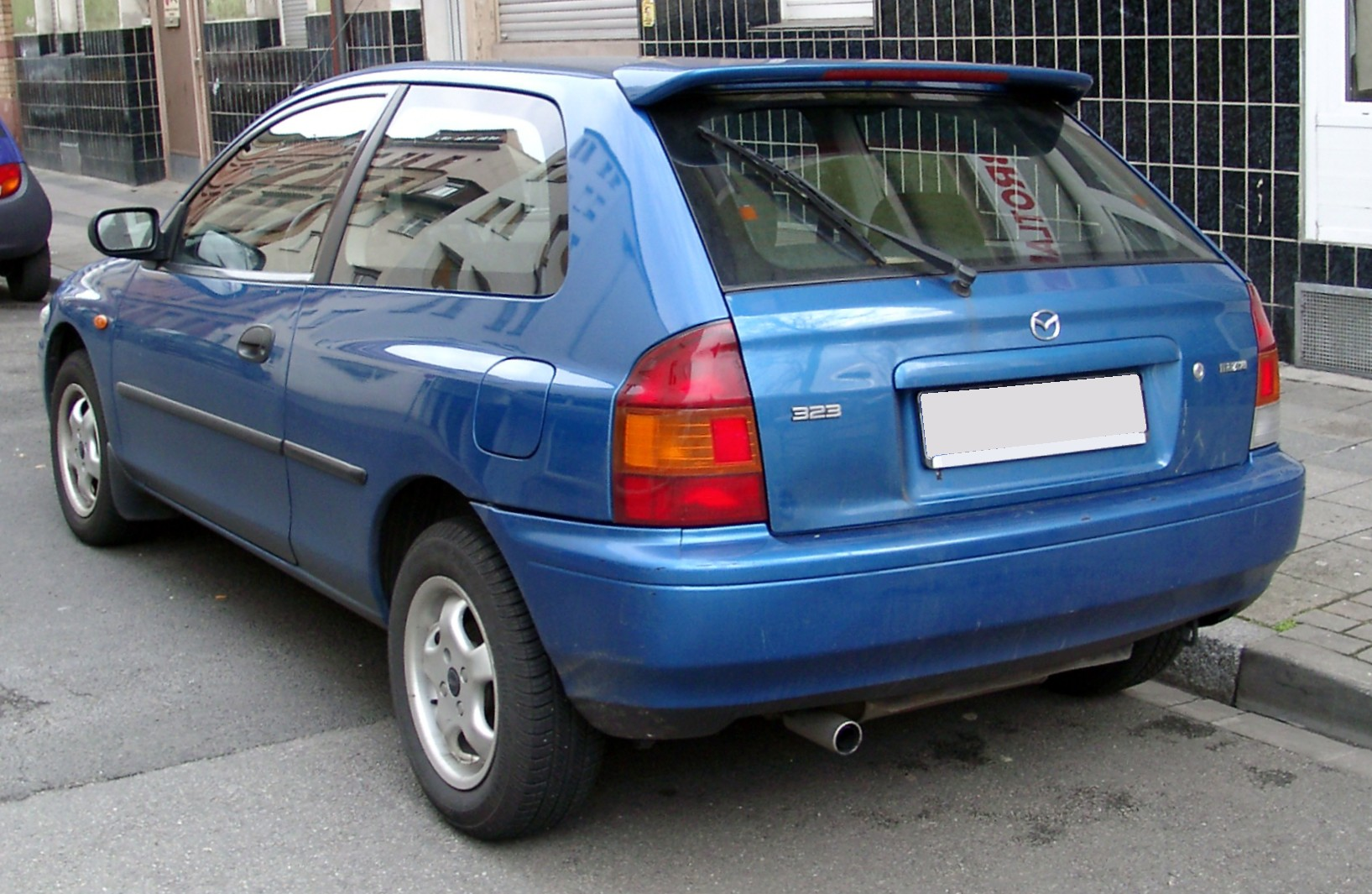
Heckansicht des 323P

In den USA wurde nur die Limousine unter dem Namen Protegé angeboten. In Kanada gab es auch den 323C als 323 Neo.
In Japan wurden die Modelle 323C und 323S wie die vorherigen Baureihen unter dem Namen Familia (Werkscode BH) verkauft. Der 323F wurde als eigene Baureihe (Werkscode CB) unter dem Namen Lantis vermarktet und ist auch als viertürige Limousine erhältlich.
In Australien und Neuseeland wurde der 323 leicht abgewandelt auch als Ford Laser vertrieben. Der 323C bzw. 323 Neo wurde nur als Ford unter dem Namen Ford Laser Lynx verkauft.

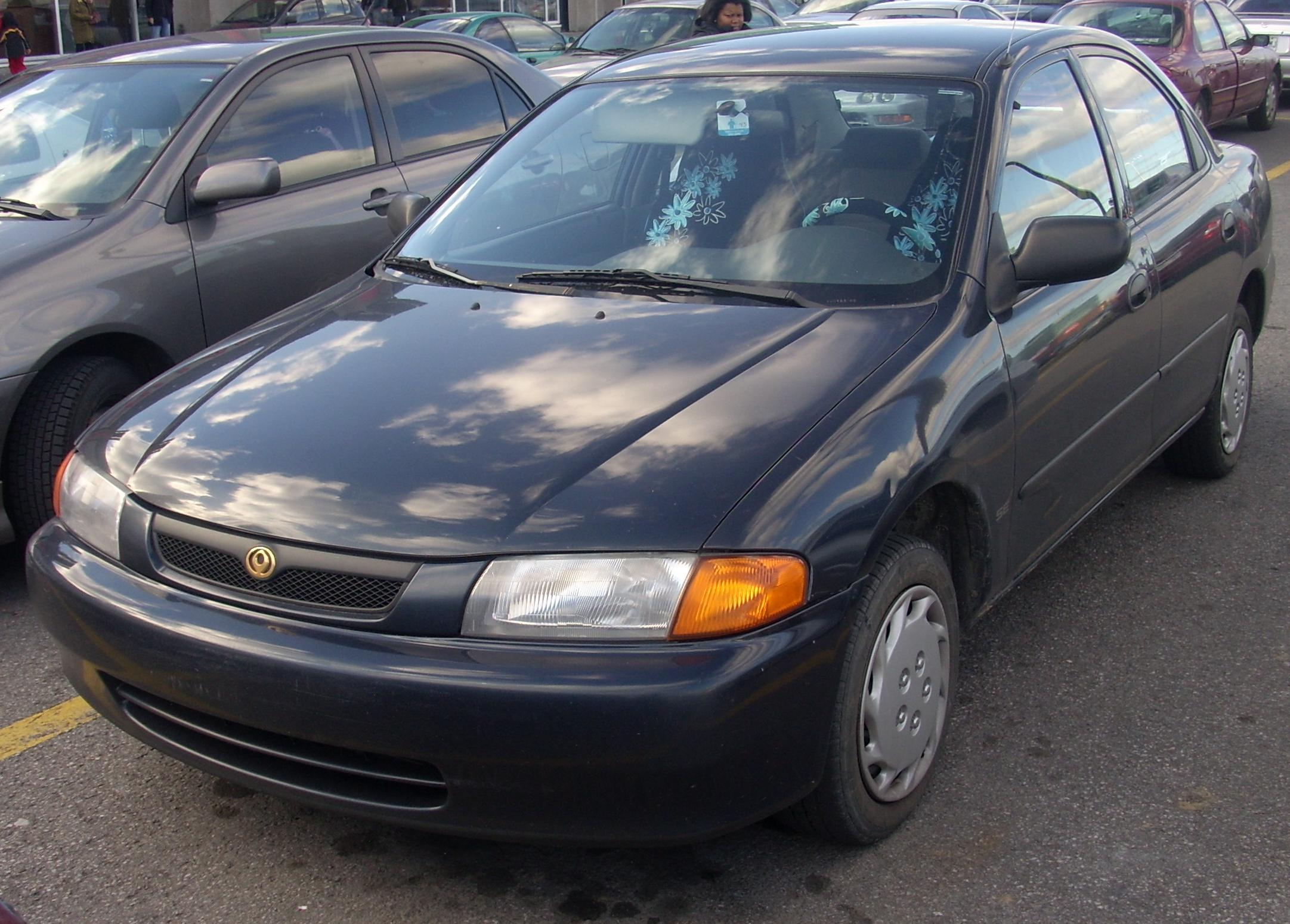
Mazda Protegé
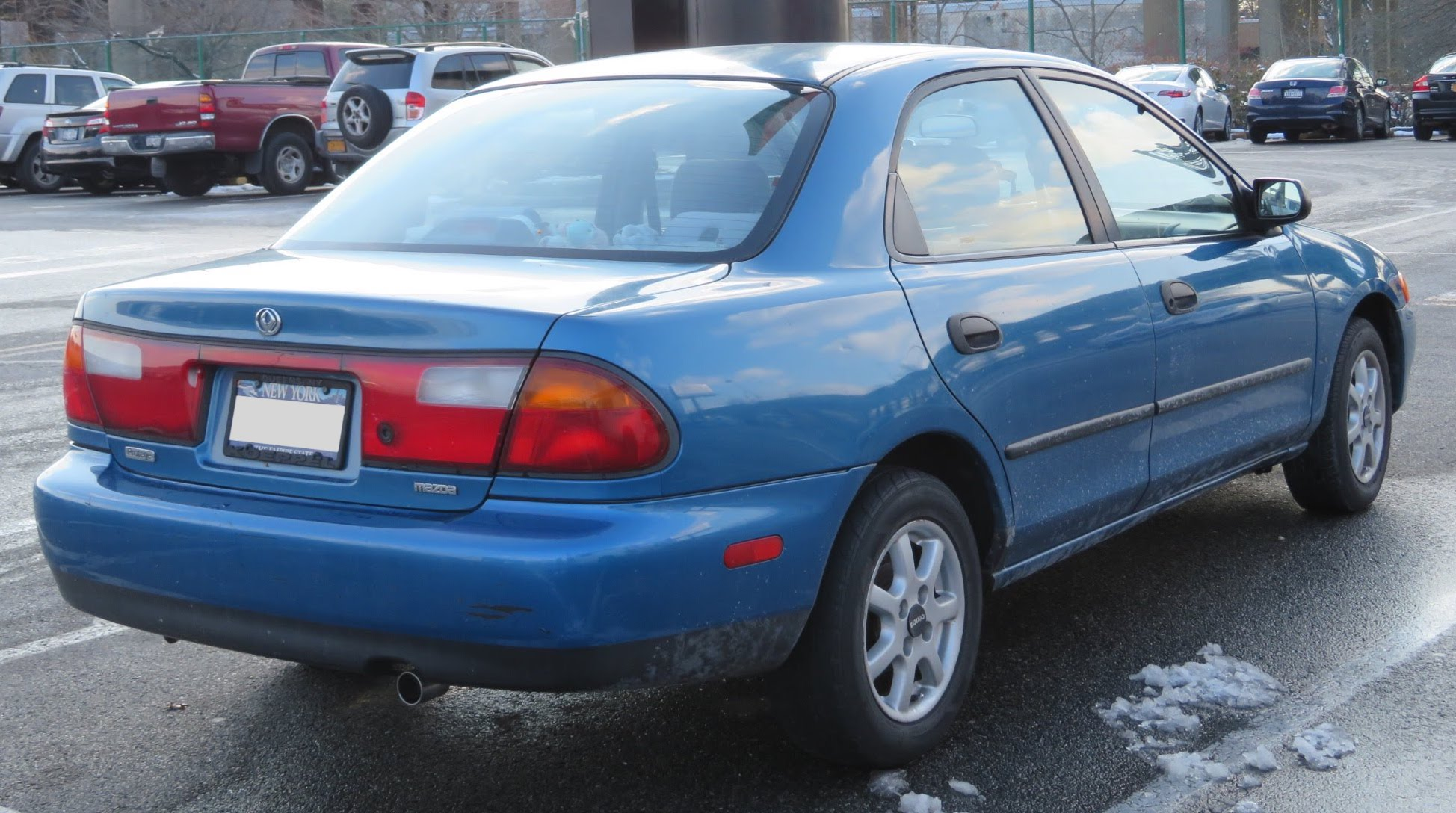
Heckansicht
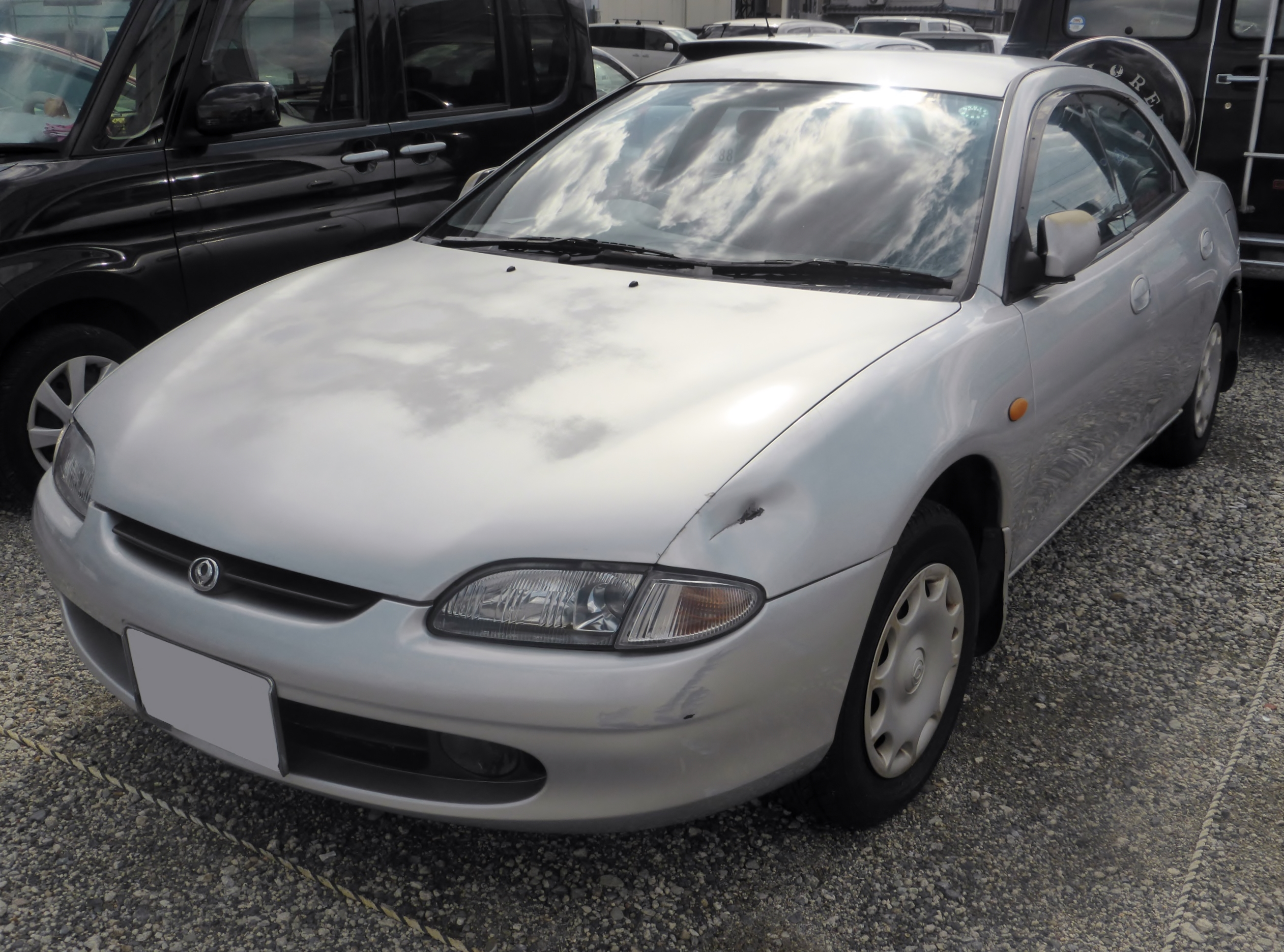
Mazda Lantis Limousine
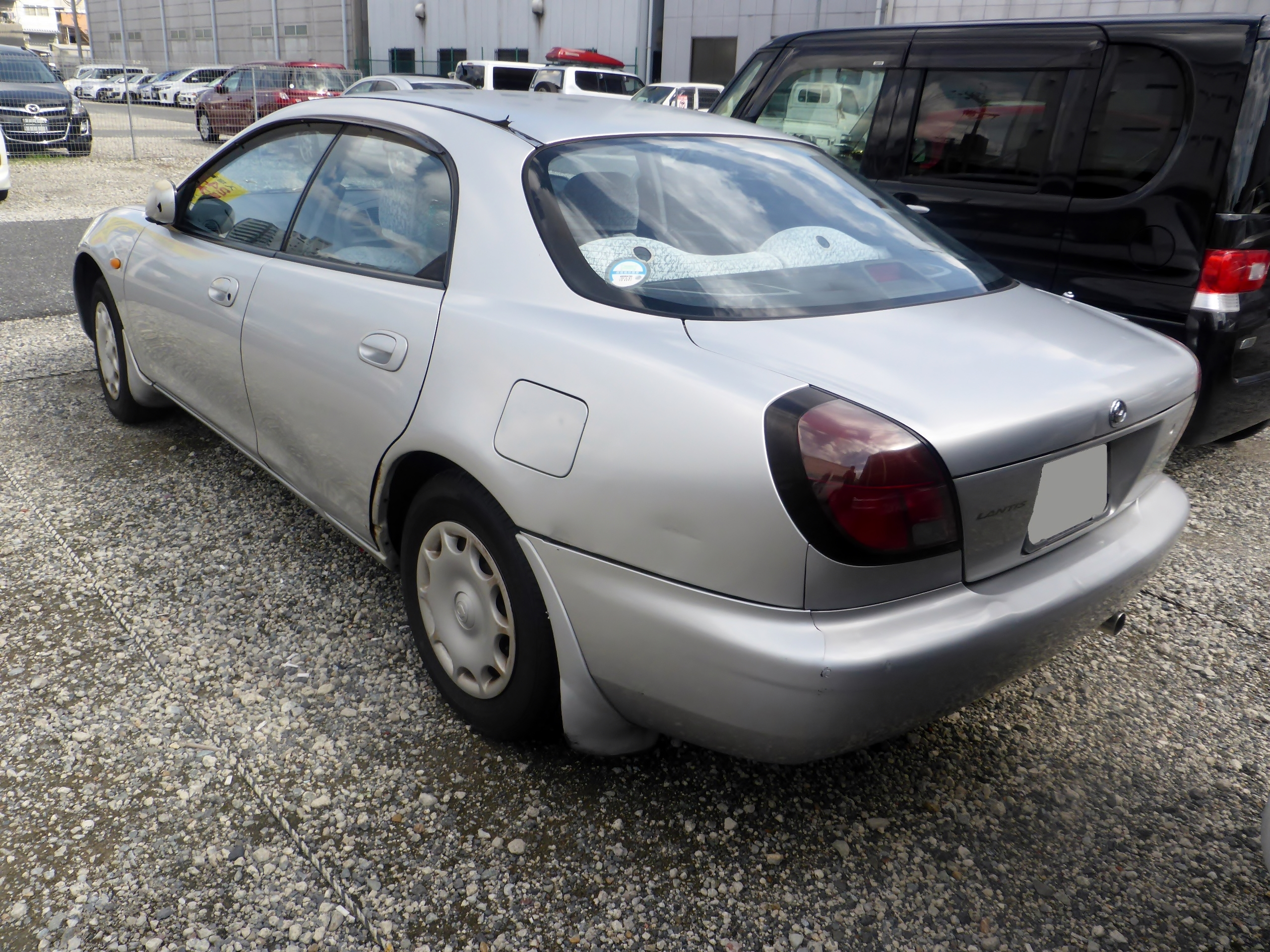
Heckansicht
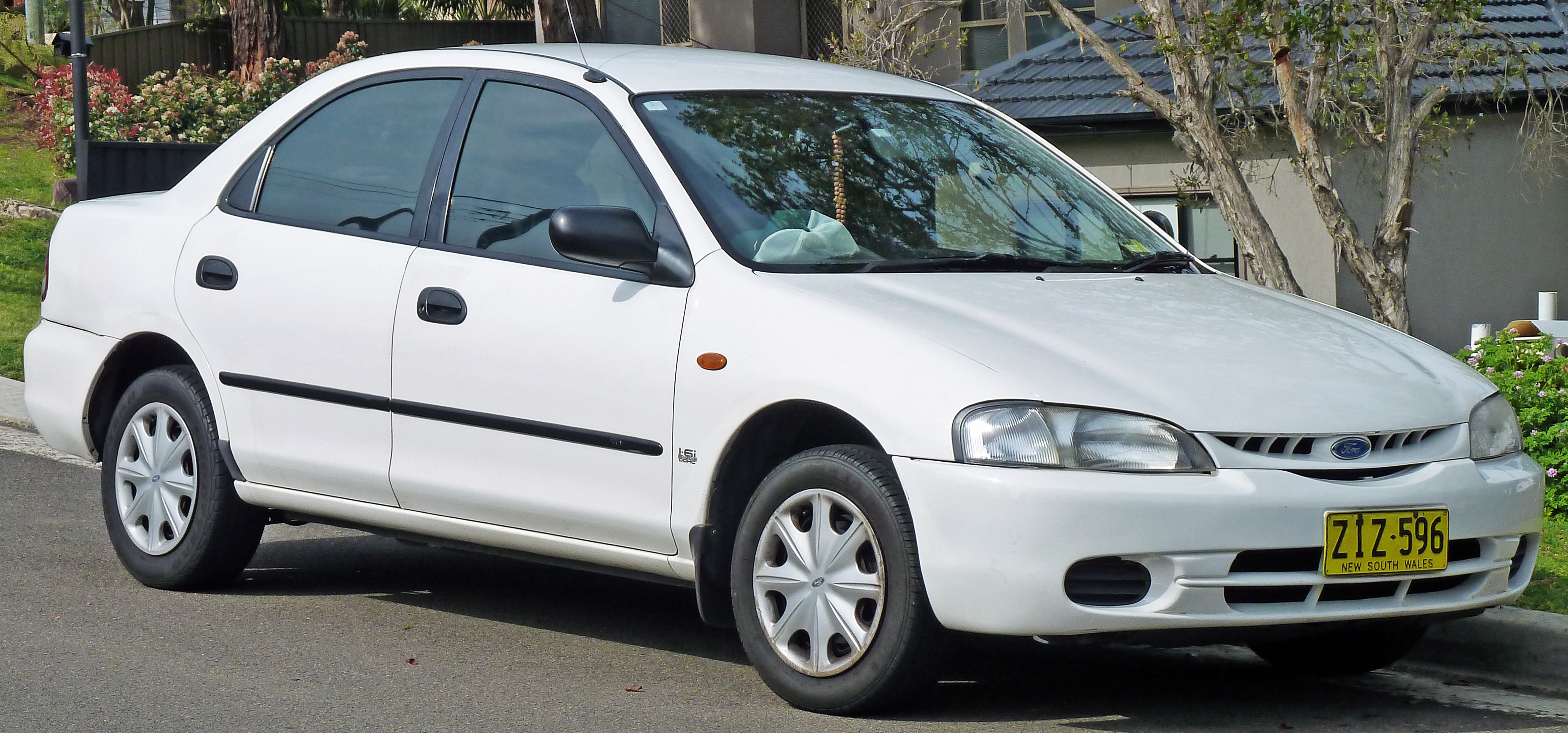
Ford Laser Limousine
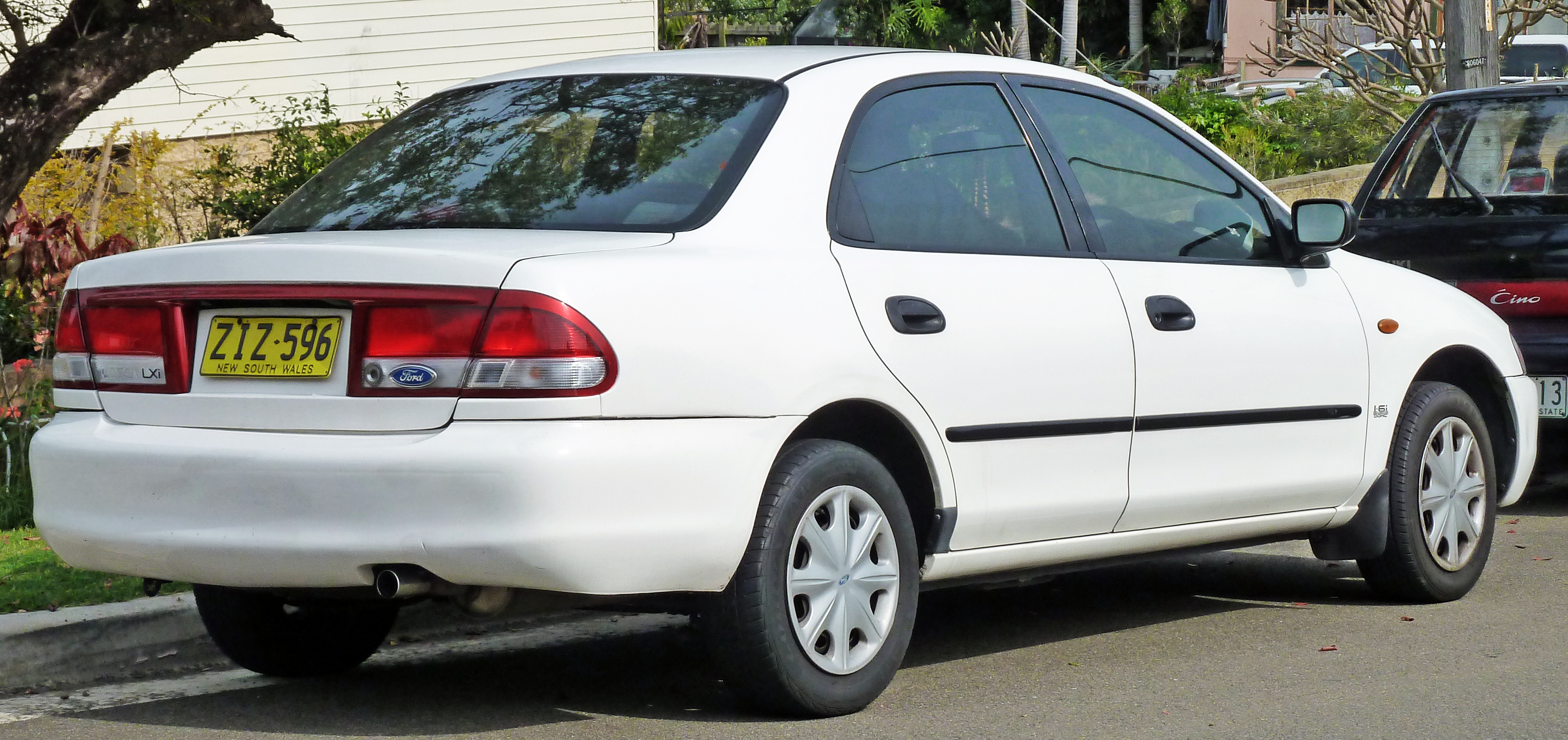
Heckansicht
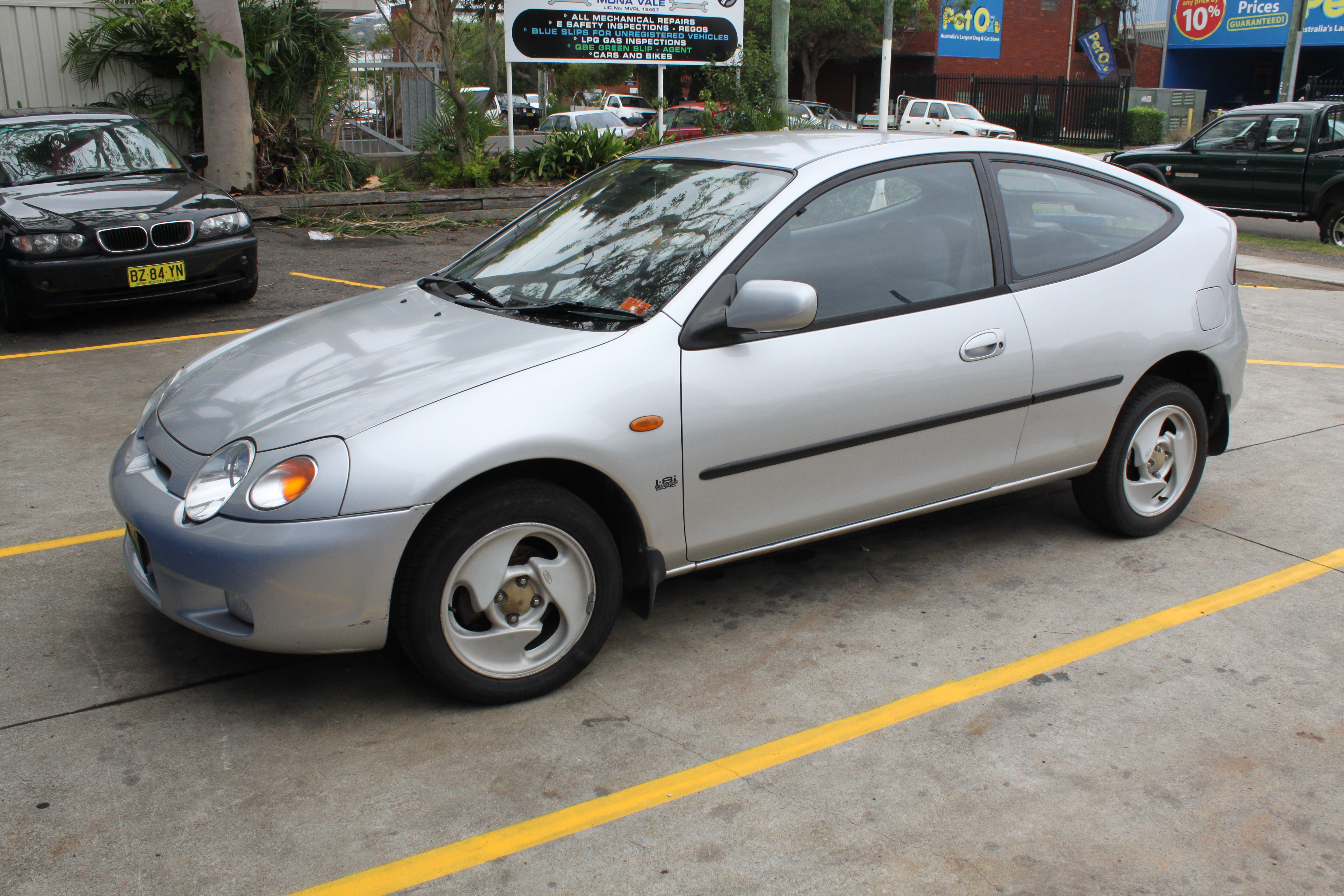
Ford Laser Lynx
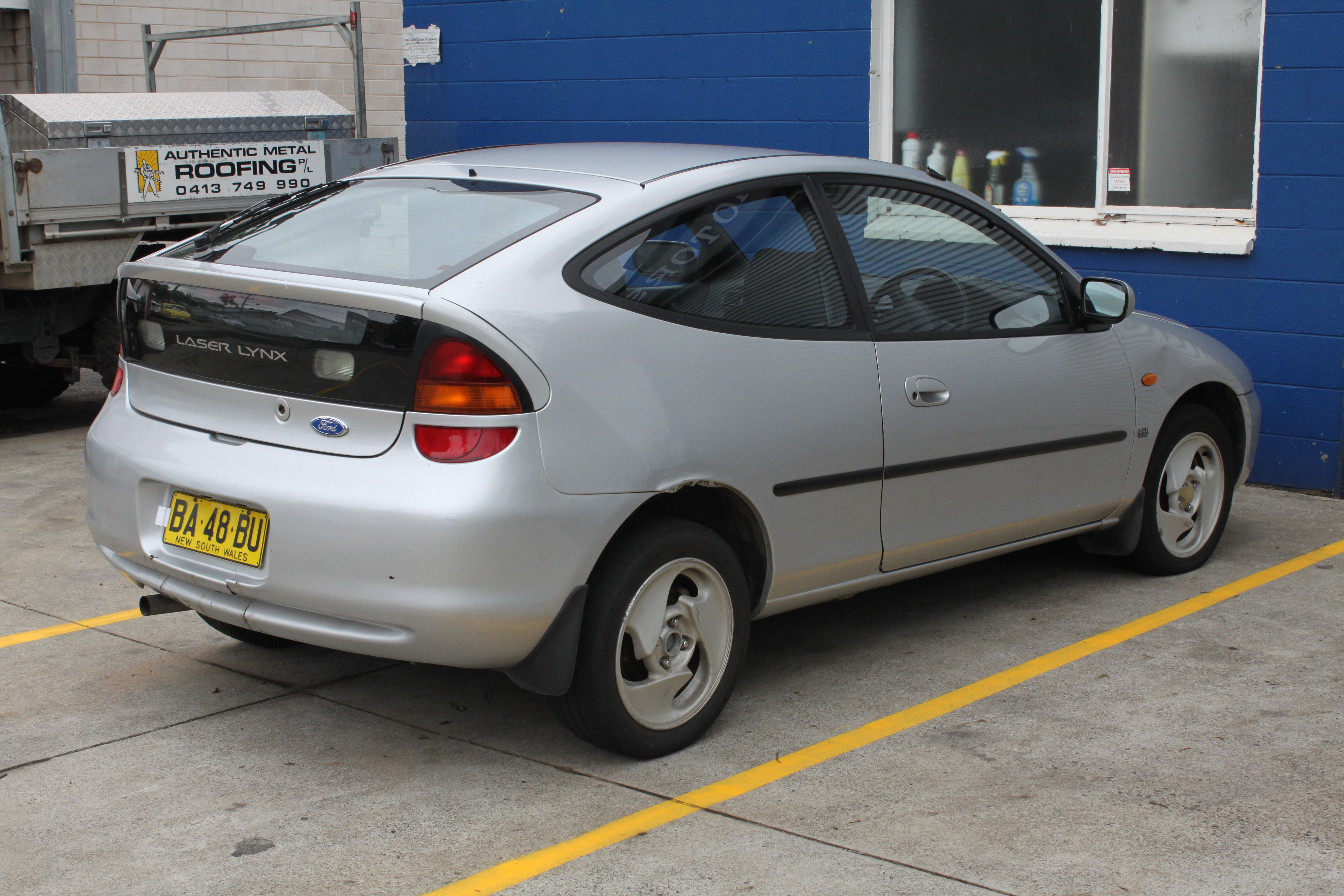
Heckansicht

## 323 (BJ, 1998–2003)
Im September 1998 erschien die letzte Generation des 323 (Typcode BJ) auf dem deutschen Markt. Sie wurde als viertürige Limousine (323S) und als Fünftürer mit Kombiheck (323F) angeboten.
Das Modell war in drei Ausstattungsvarianten (Comfort, Exclusive, Sportive) sowie mit fünf verschiedenen Motoren erhältlich.

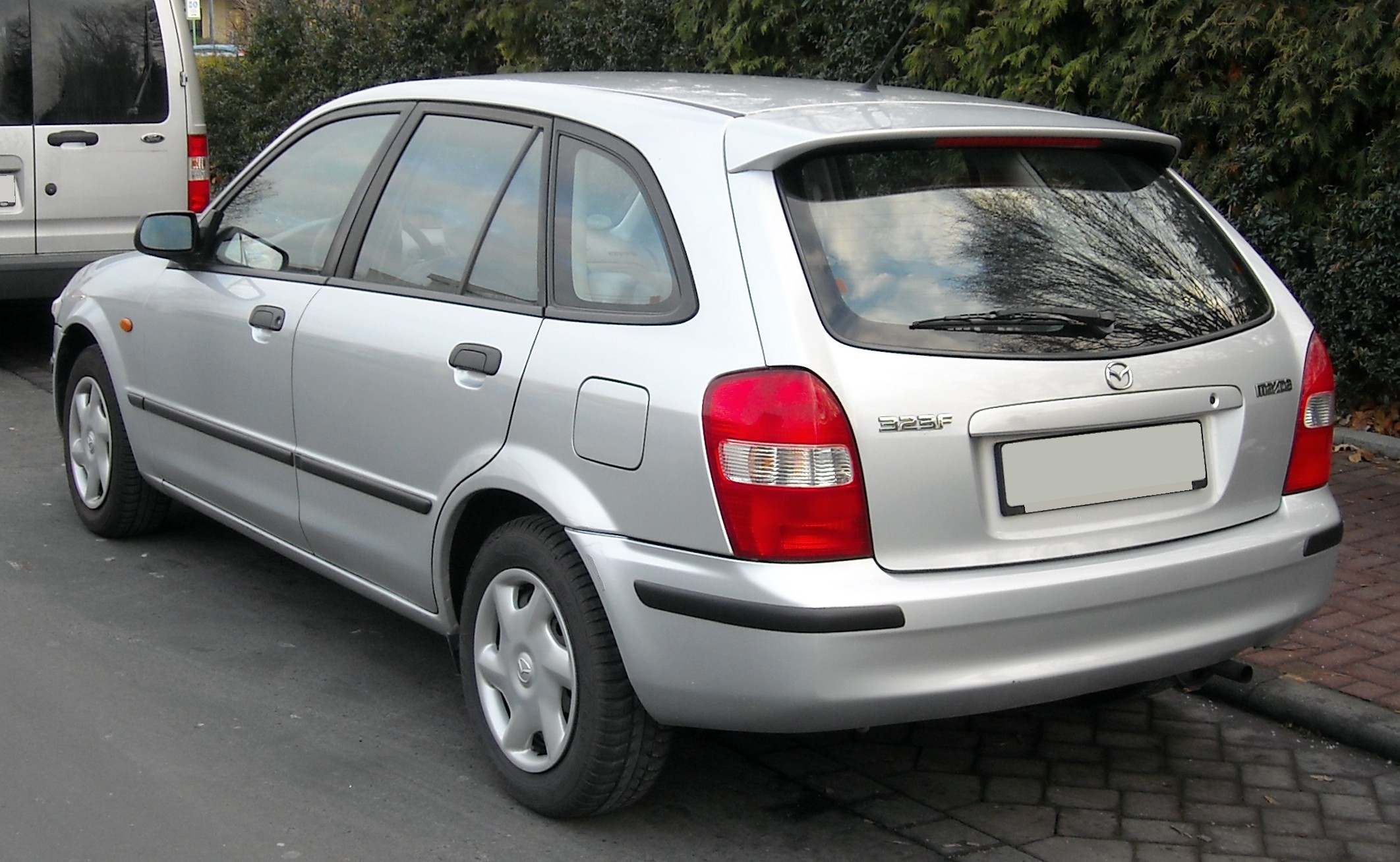
Heckansicht
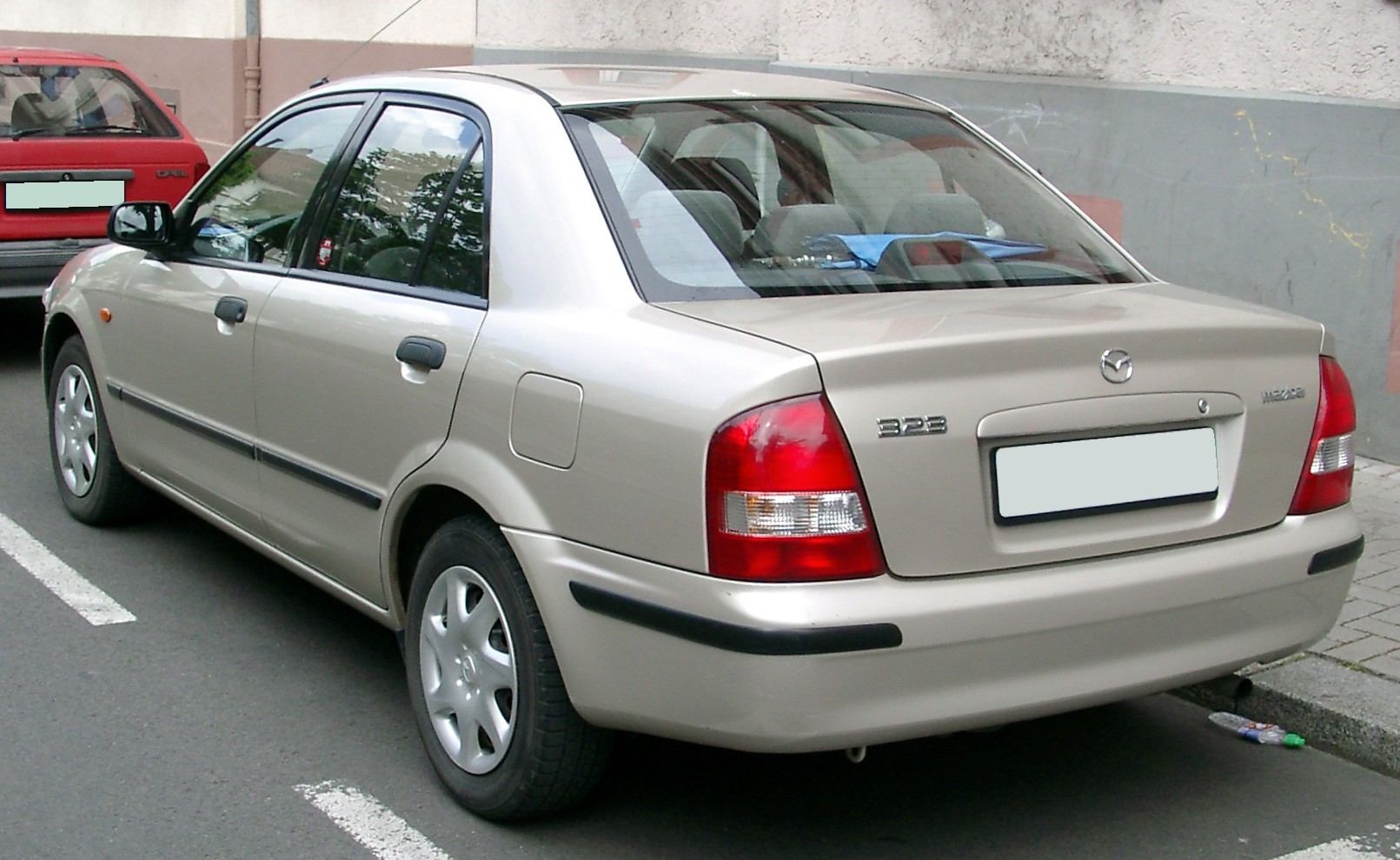
Mazda 323S (1998–2000)

Im Mai 2000 modifizierte Mazda auch diese Baureihe im Rahmen einer Modellpflege (grundlegende Veränderung der Frontpartie, Innenraum mit neuen Farben und Stoffen). Gleichzeitig wurde der Verkauf des 323P der Vorgängerbaureihe eingestellt.

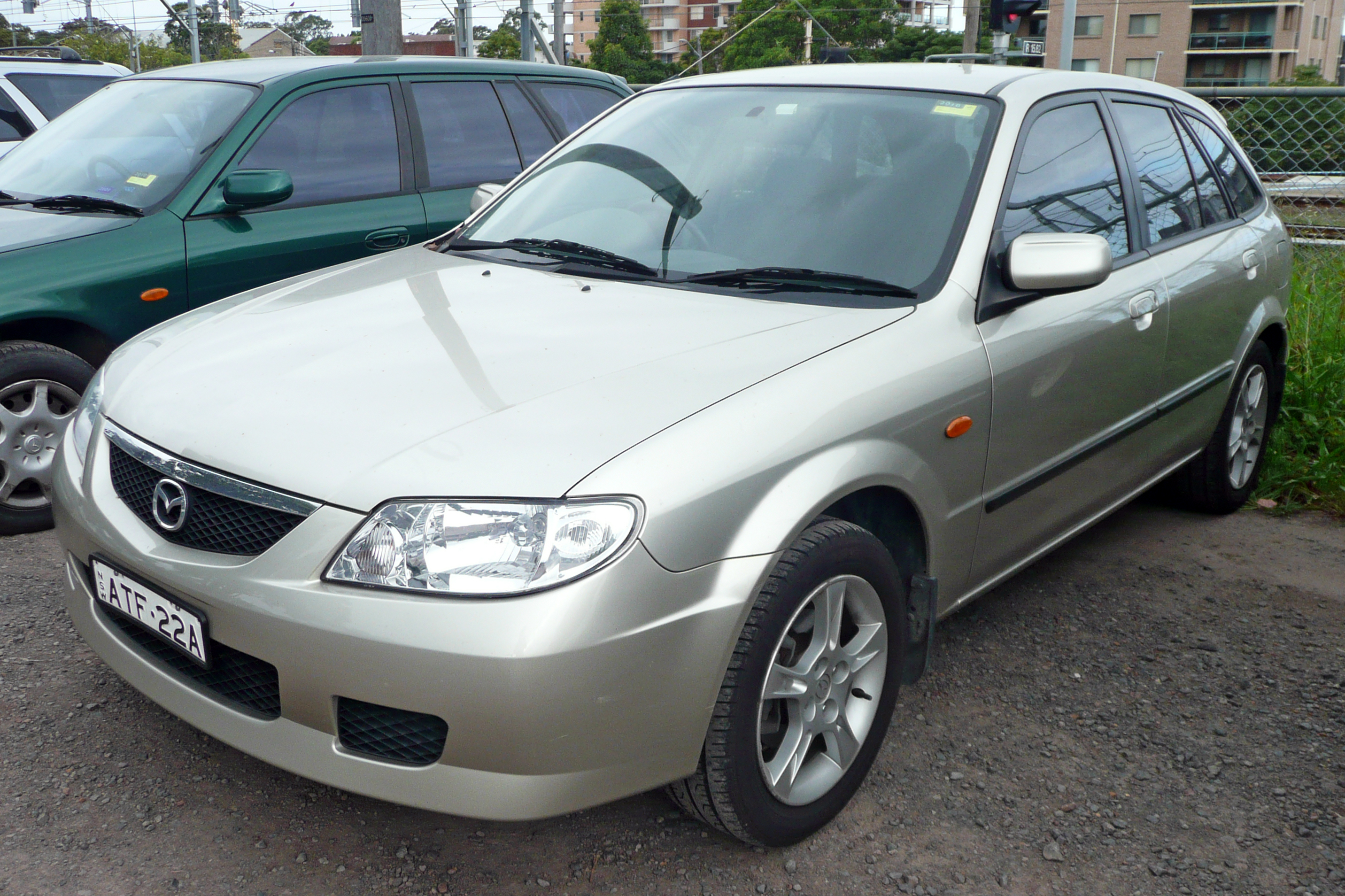
Mazda 323F (2000–2002)

Im Jahr 2002 wurde die Ausstattungsvariante Exclusive durch die Variante Dynamic ersetzt. Diese hatte andere Rückleuchten sowie teilweise schwarz eingefärbte Frontscheinwerfer.

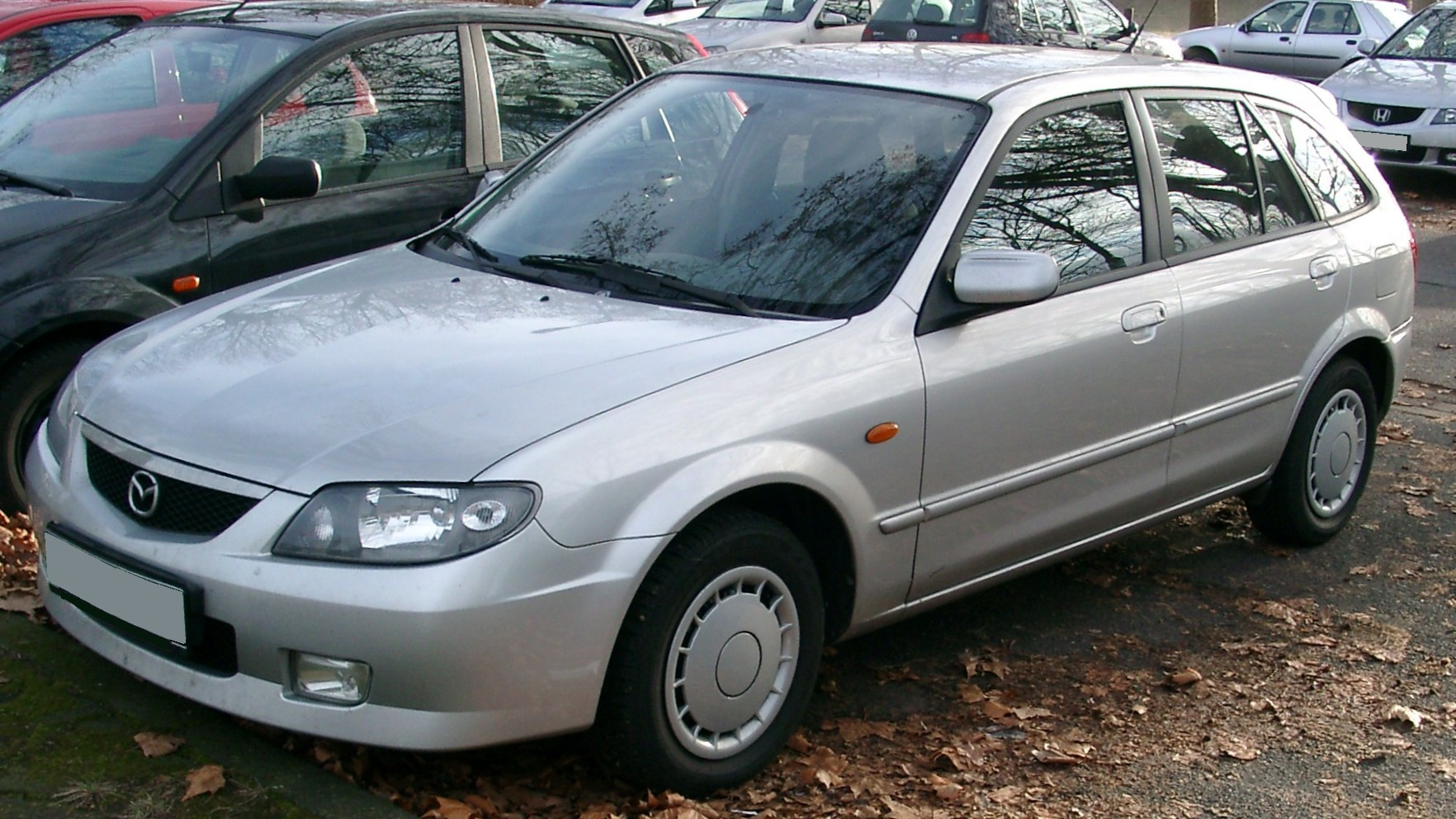
Mazda 323F (2002–2003)
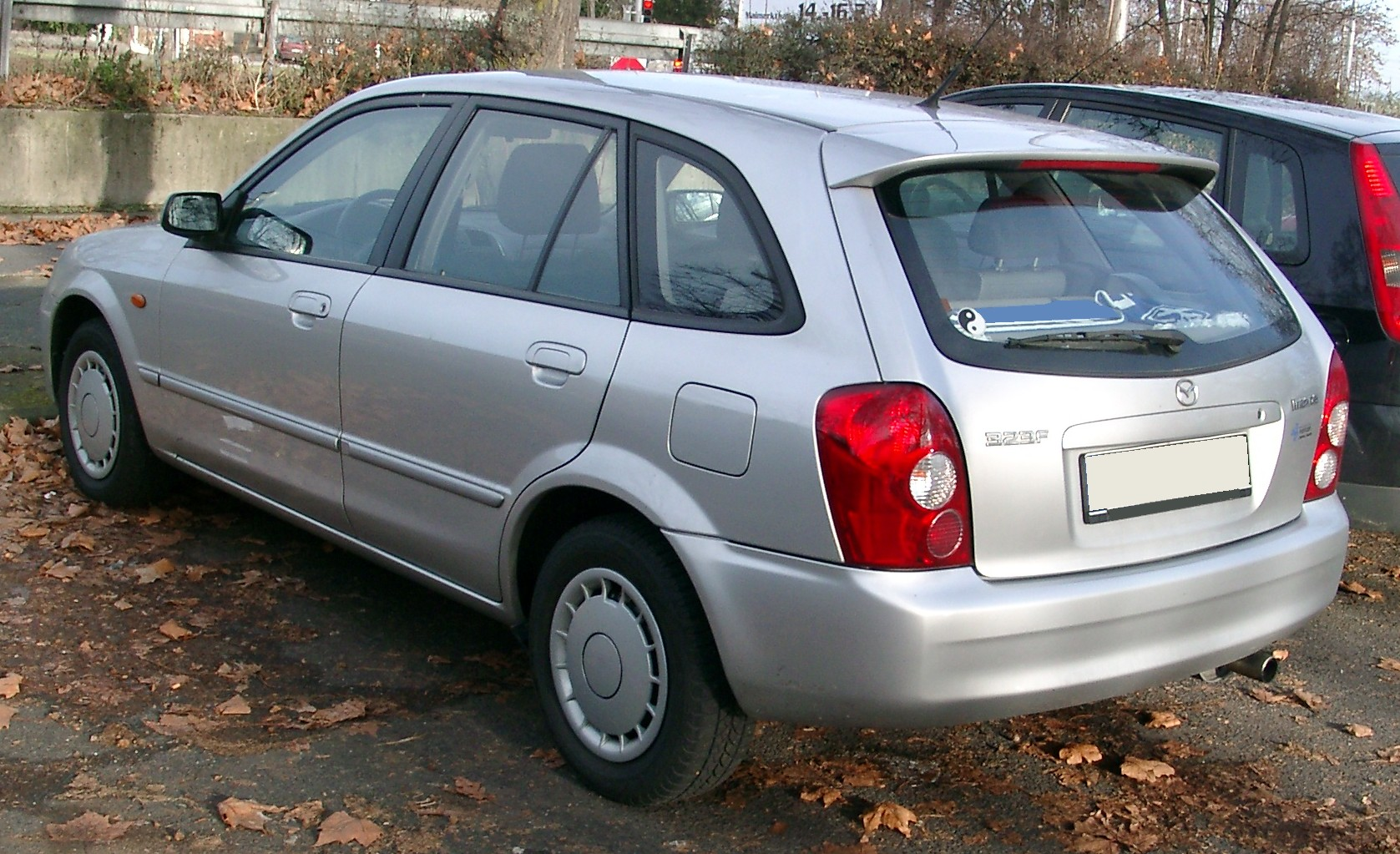
Heckansicht

In Nordamerika wurde auch diese Generation wieder als Mazda Protegé angeboten, das Schrägheck als Protegé5. Zudem gab es eine Sportvariante Mazdaspeed Protegé, die neben einem Bodykit einen leistungsgesteigerten Motor mit 127 kW (172 PS) hatte.

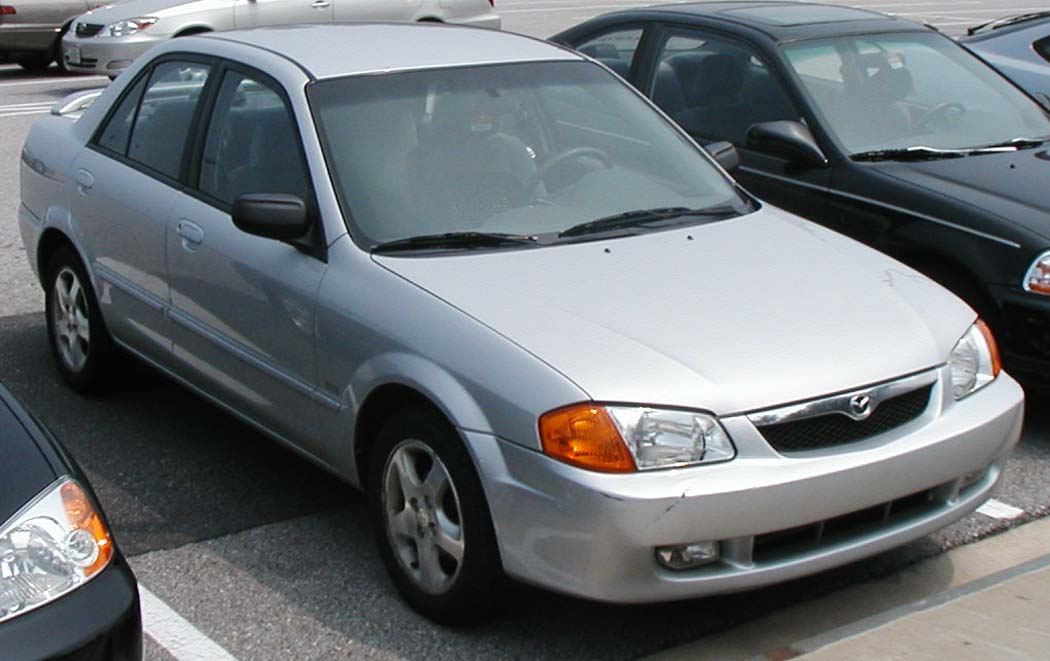
Mazda Protegé (1998–2001)
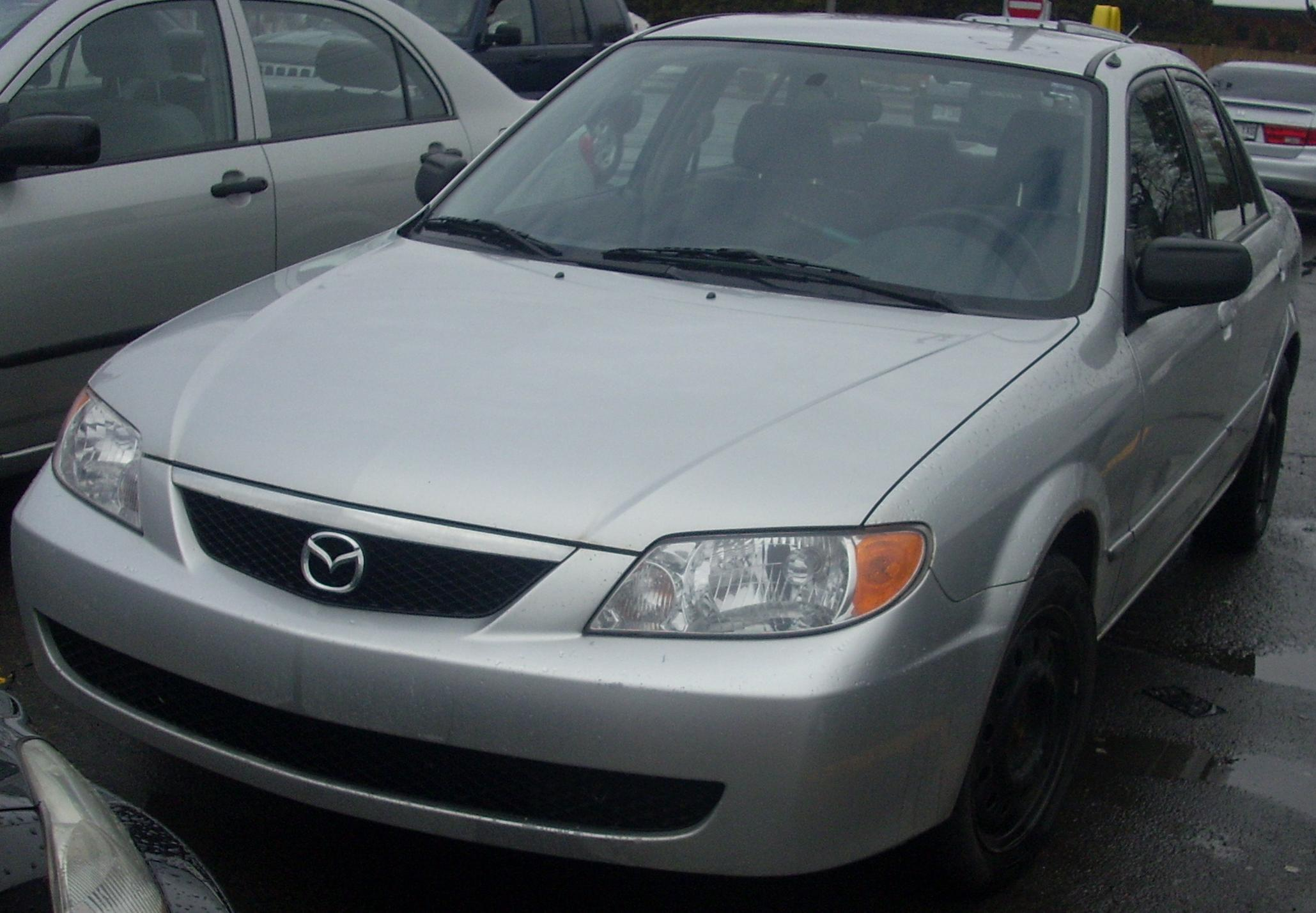
Mazda Protegé (2001–2003)
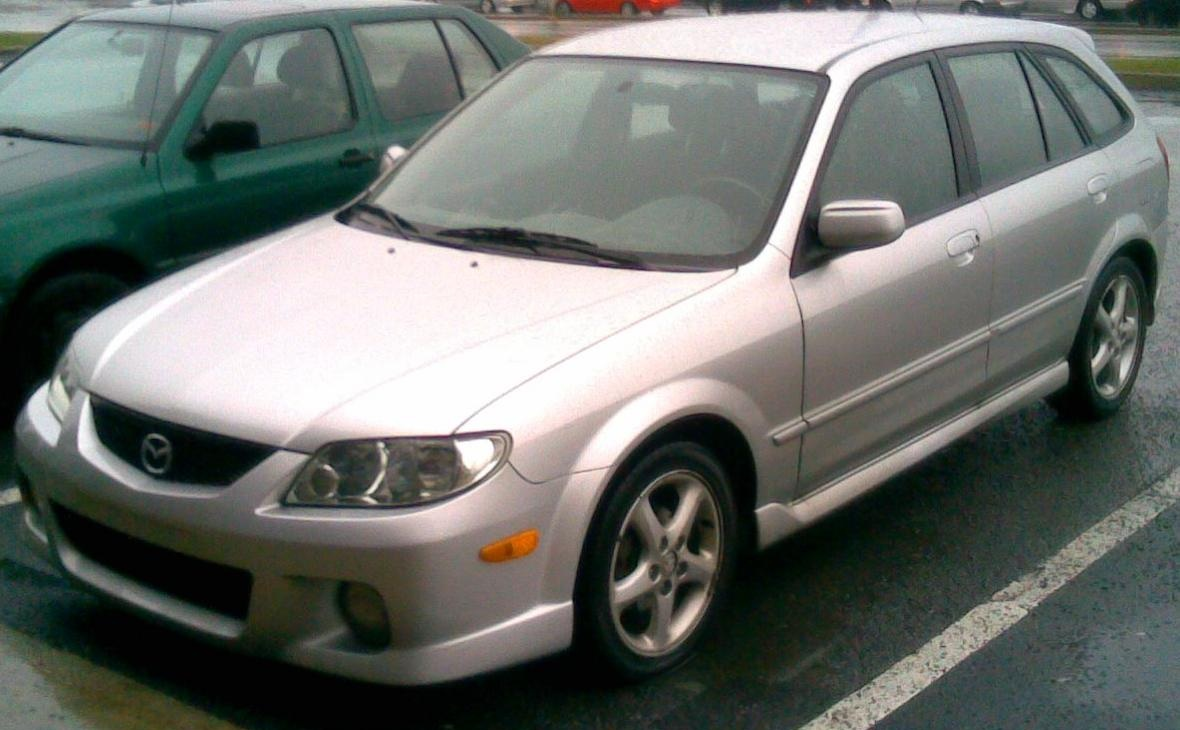
Mazda Protegé5
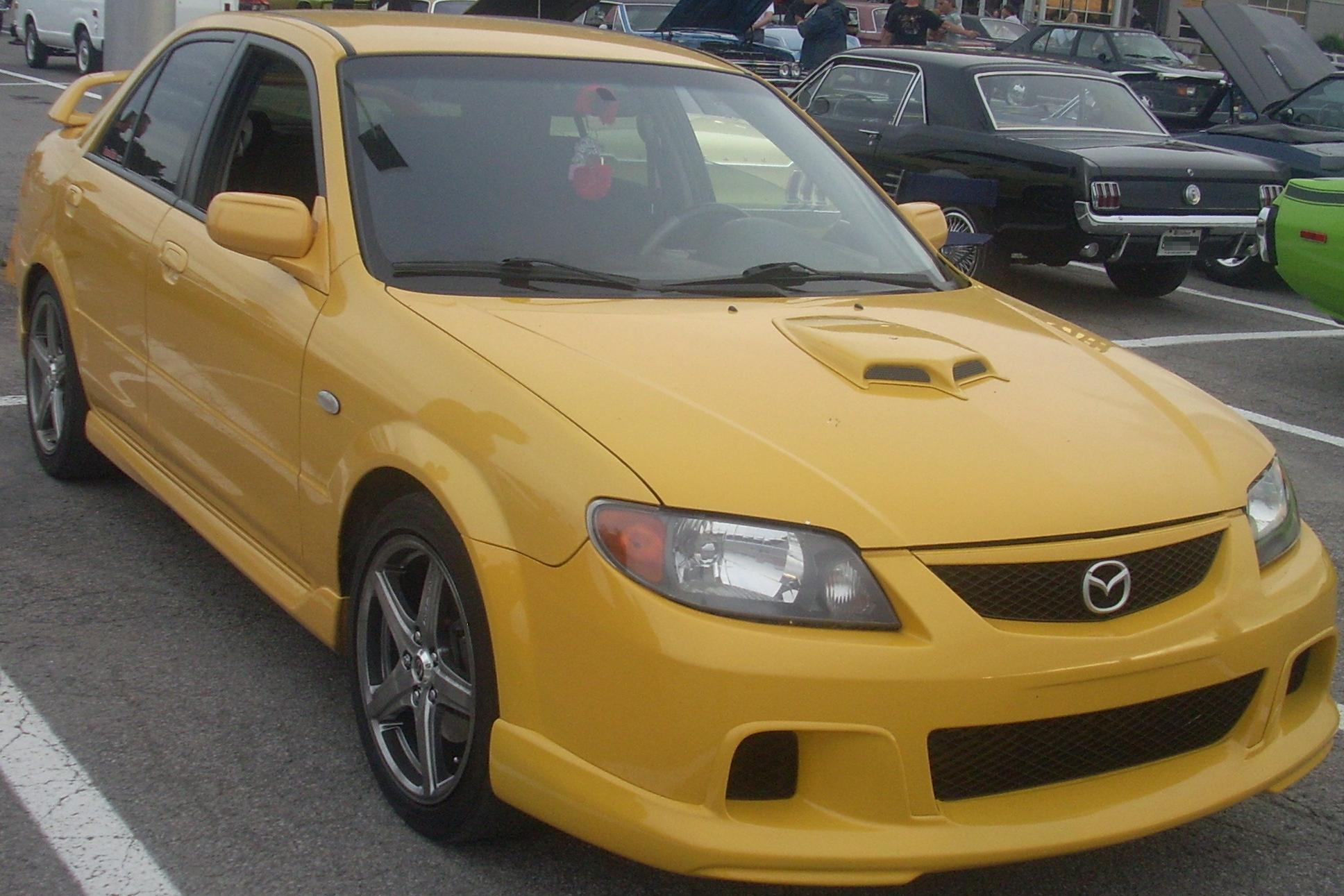
Mazdaspeed Protegé
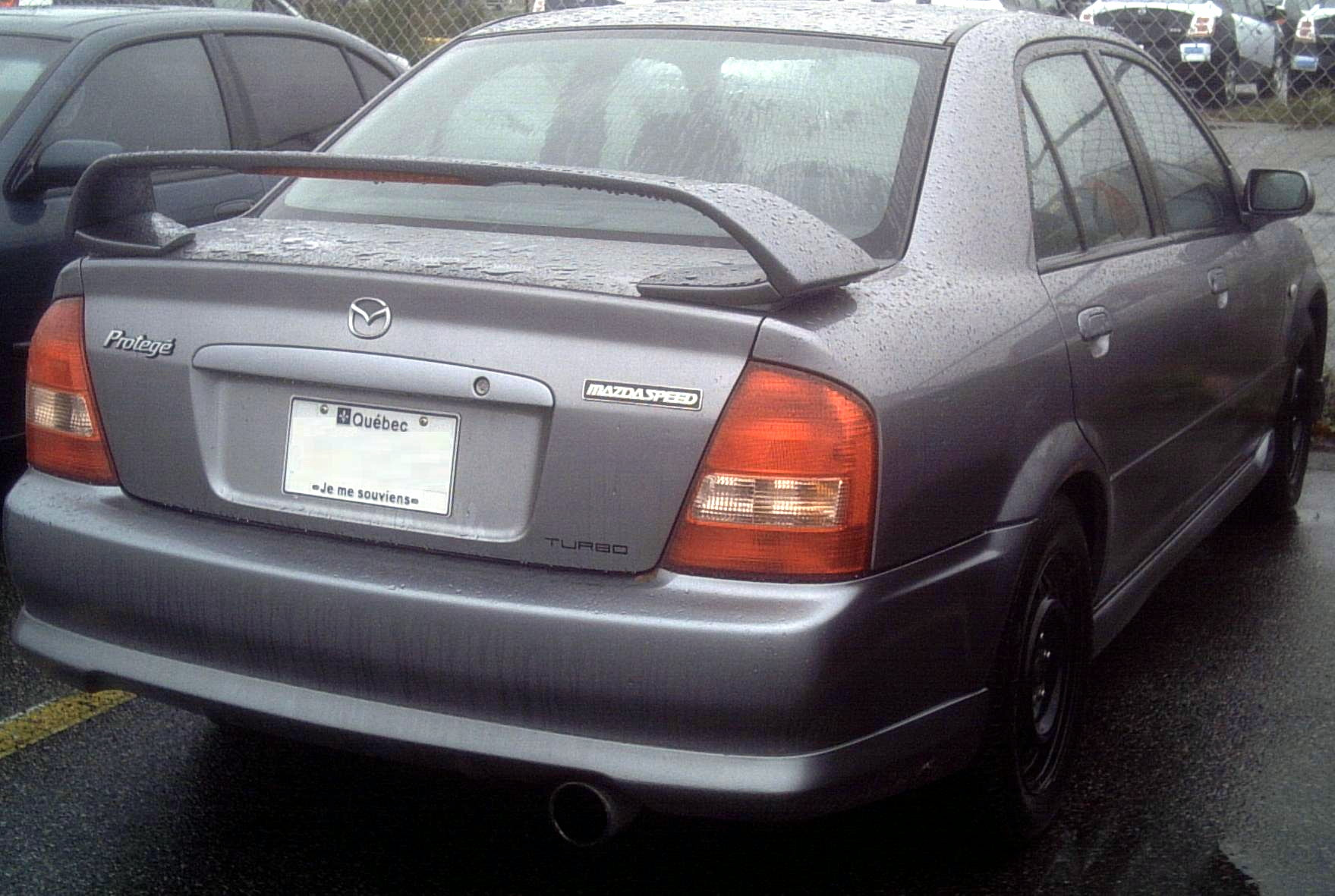
Heckansicht

Auch diese Variante des 323 war in Australien und Neuseeland wieder leicht abgewandelt als Ford Laser erhältlich.

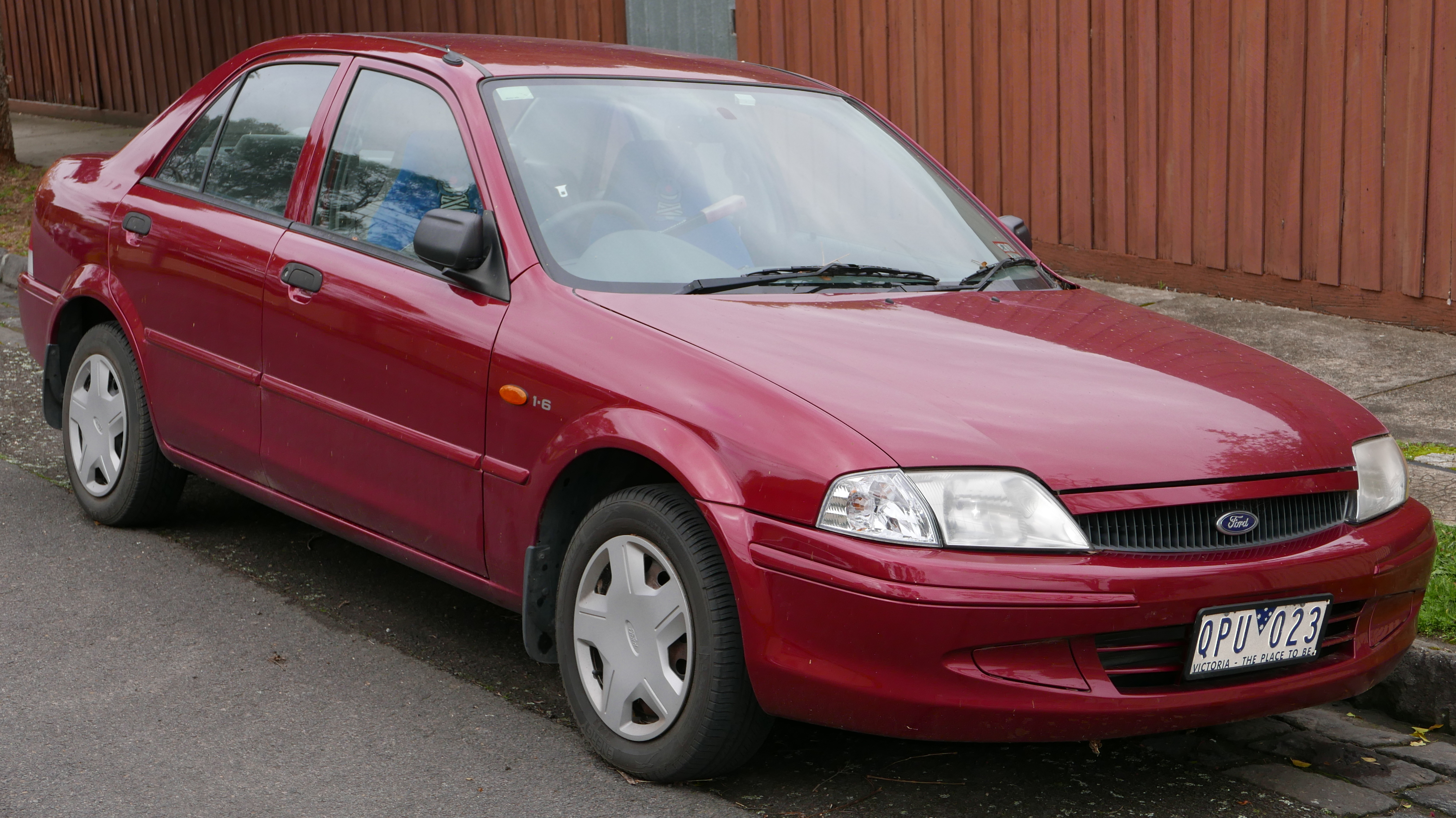
Ford Laser Limousine
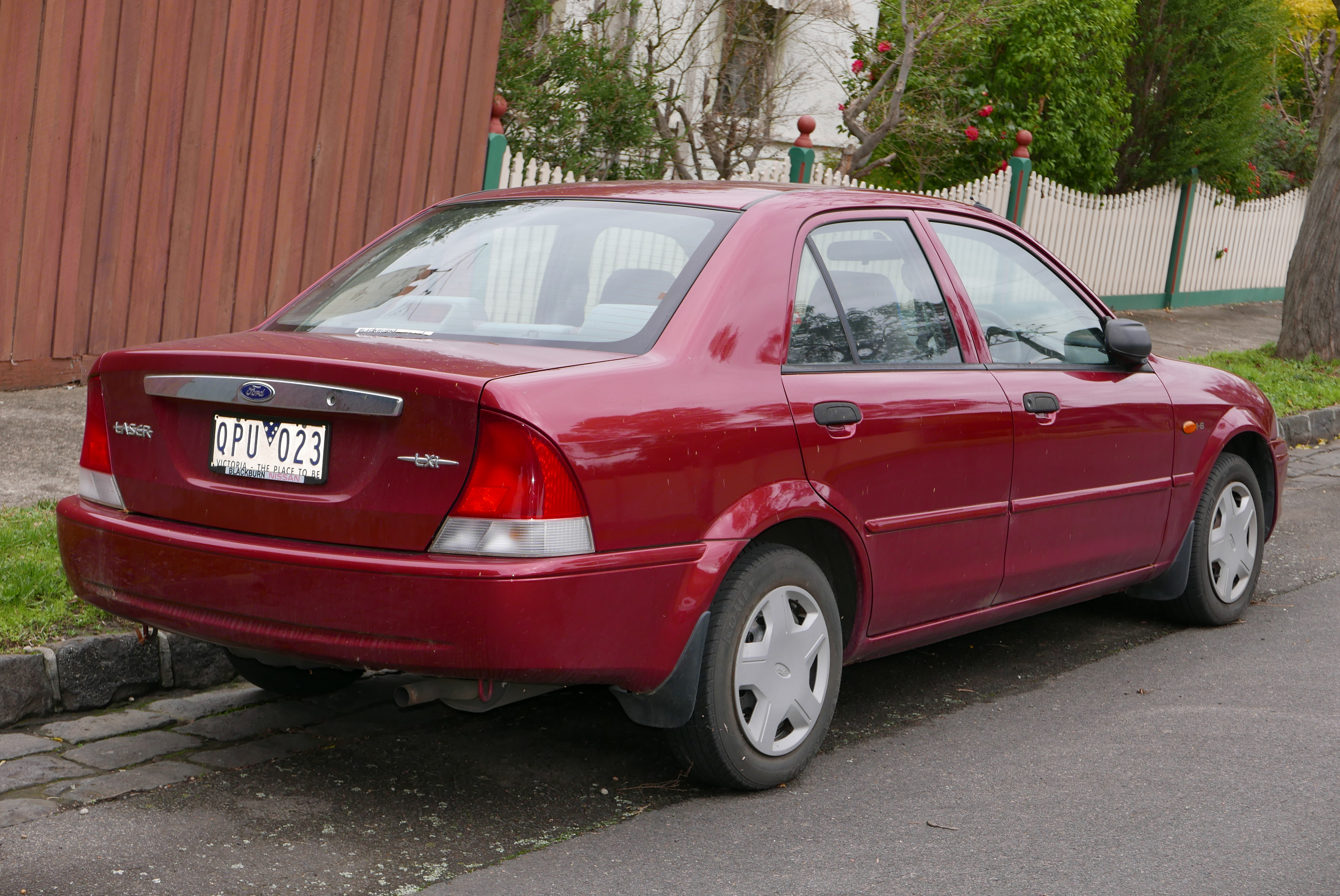
Heckansicht
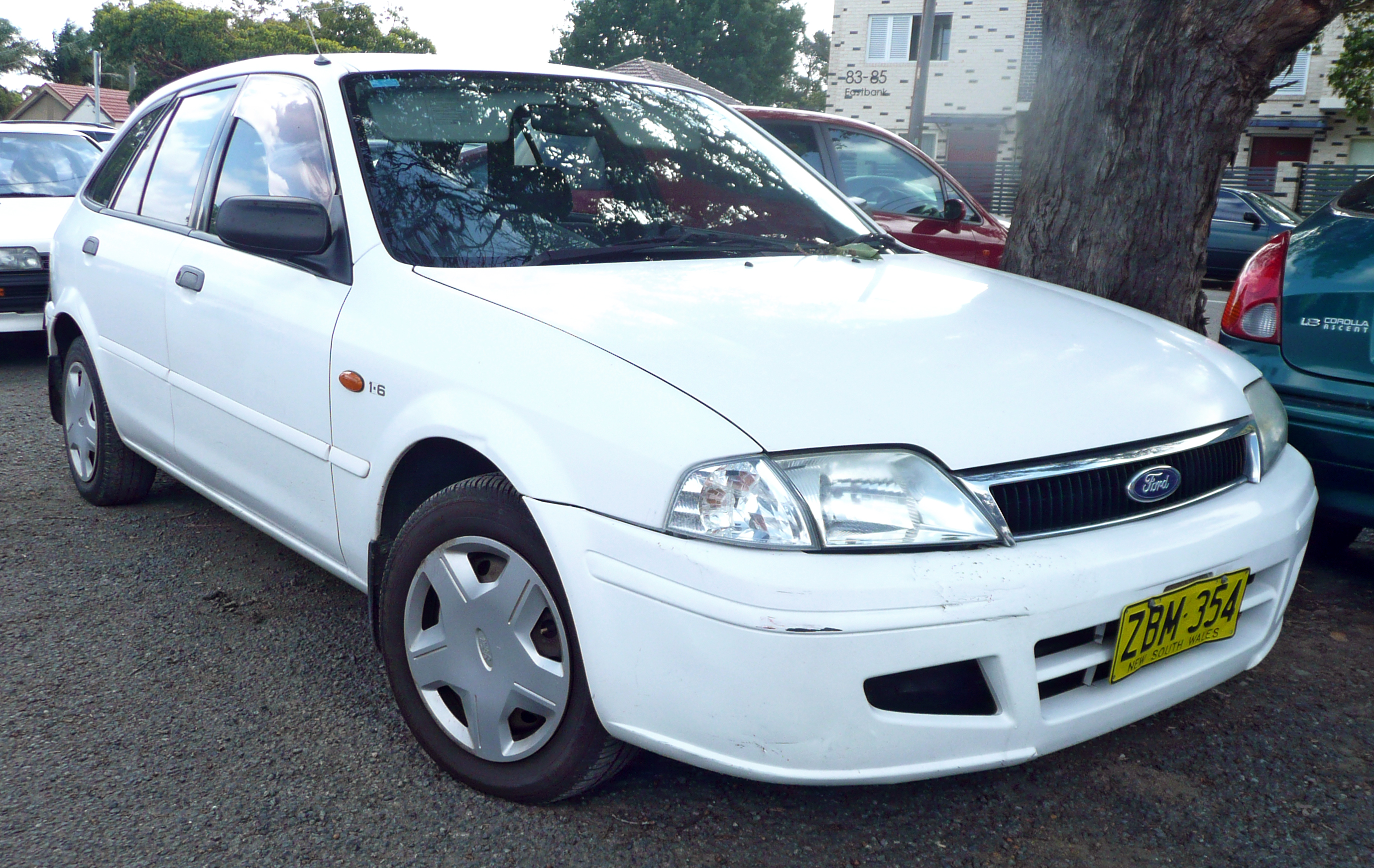
Ford Laser Schrägheck
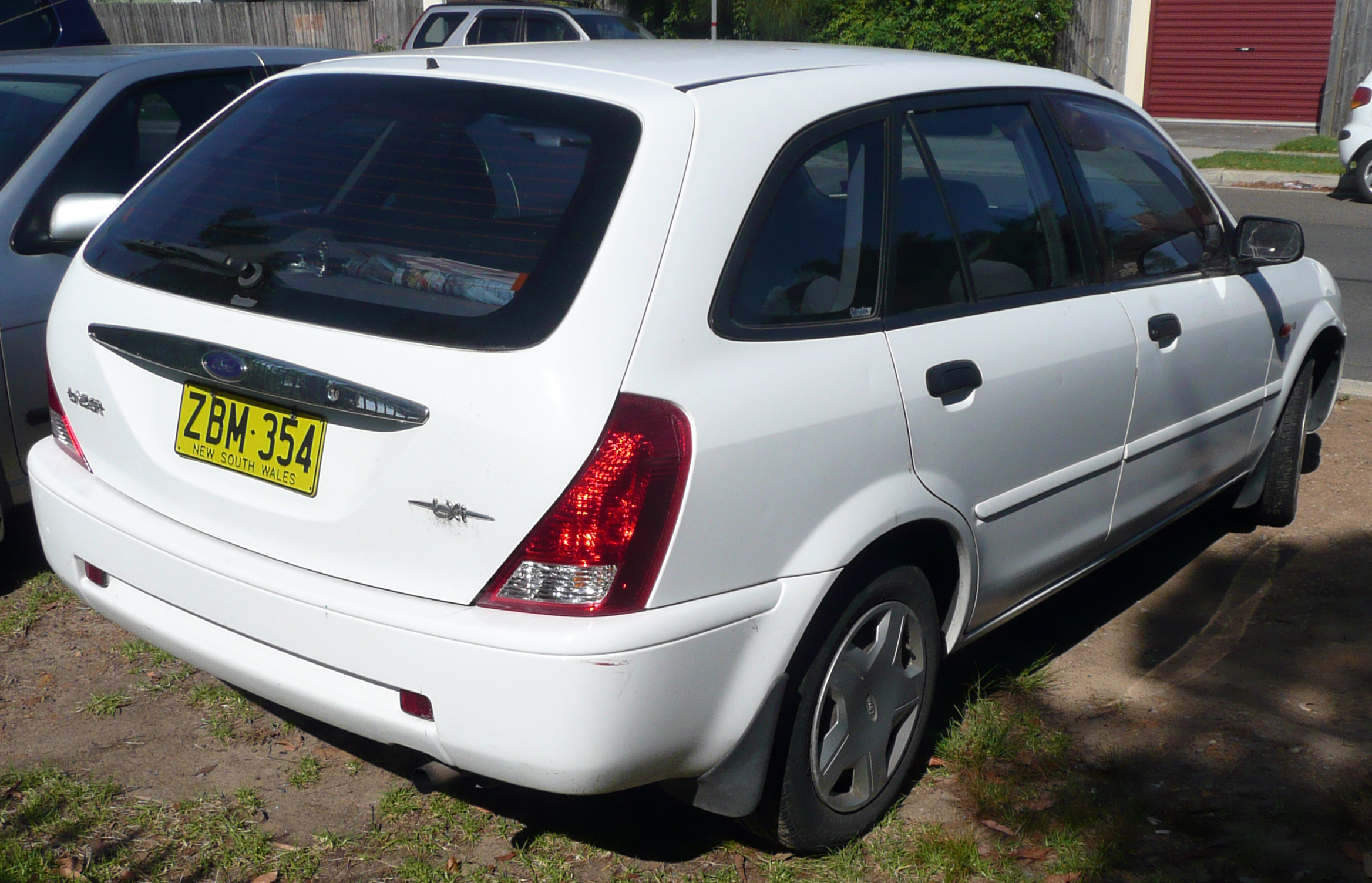
Heckansicht

Im Herbst 2003 endete die Ära des Mazda 323 nach über 26 Jahren. Das Fahrzeug heißt gemäß der neuen Mazda-Nomenklatur nun Mazda3. Auch in Japan ging die Familia-Reihe zu Ende, das neue Modell wird dort als Axela verkauft.

### Motoren
| Modell        | Hubraum  | Motorcode | Leistung                     | Max. Drehmoment            | Besonderheit                | Bauzeit   |
| ------------- | -------- | --------- | ---------------------------- | -------------------------- | --------------------------- | --------- |
| Ottomotoren   |          |           |                              |                            |                             |           |
| 1.3           | 1324 cm³ | B3        | 53 kW (72 PS)                | 108 Nm bei 4000 min−1      |                             | 1998–2003 |
| 1.5           | 1498 cm³ | ZL        | 65 kW (88 PS)                | 132 Nm bei 4000 min−1      |                             | 1998–2000 |
| 1.6           | 1598 cm³ | ZM        | 72 kW (98 PS) 70 kW (95 PS)* | 145 Nm bei 3700 min−1      | auch mit Automatikgetriebe* | 2000–2003 |
| 1.9           | 1840 cm³ | FP        | 84 kW (114 PS)               | 161 Nm bei 4000 min−1      | nur 323F                    | 1998–2000 |
| 2.0           | 1991 cm³ | FS        | 96 kW (130 PS)               | 171 Nm bei 4500 min−1      | nur 323F                    | 2000–2003 |
| 2.0 1         | 1991 cm³ | FS        | 103 kW (140 PS)              | 192 Nm bei 4500 min−1      | im Protegé MP3              | 2001–2003 |
| 2.0 Turbo 1   | 1991 cm³ |           | 125 kW (170 PS)              | 217 Nm bei 3500 min−1      | im Mazdaspeed Protegé       | 2003      |
| Dieselmotoren |          |           |                              |                            |                             |           |
| 2.0 D         | 1998 cm³ | RF1G      | 52 kW (71 PS)                | 128 Nm bei 3000 min−1      | im 323P/S                   | 1998–1999 |
| 2.0 TD        | 1998 cm³ | RF2       | 66 kW (90 PS)                | 220 Nm bei 2000 min−1      | im 323F/S                   | 1998–2000 |
| 2.0 TD        | 1998 cm³ | RF4       | 74 kW (101 PS)               | 230 Nm bei 2000–2600 min−1 | nur im 323F                 | 2000–2003 |

## Schwachstellen
Die Modelle mit Ottomotor sind laut DAT-/VDA-Liste nicht E10-verträglich.